# Liste von Sehenswürdigkeiten in Kanada

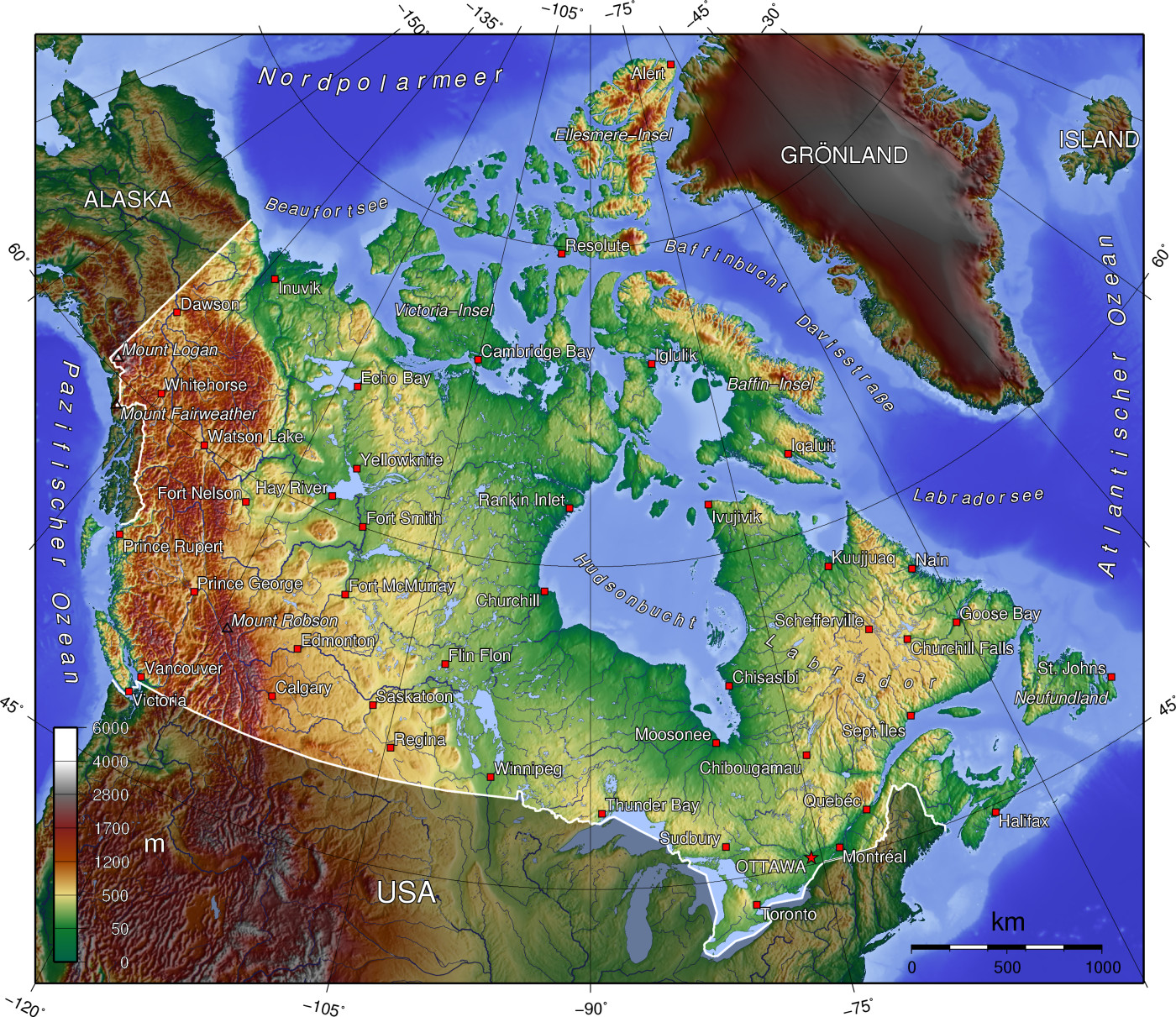
Kanadas Topografie

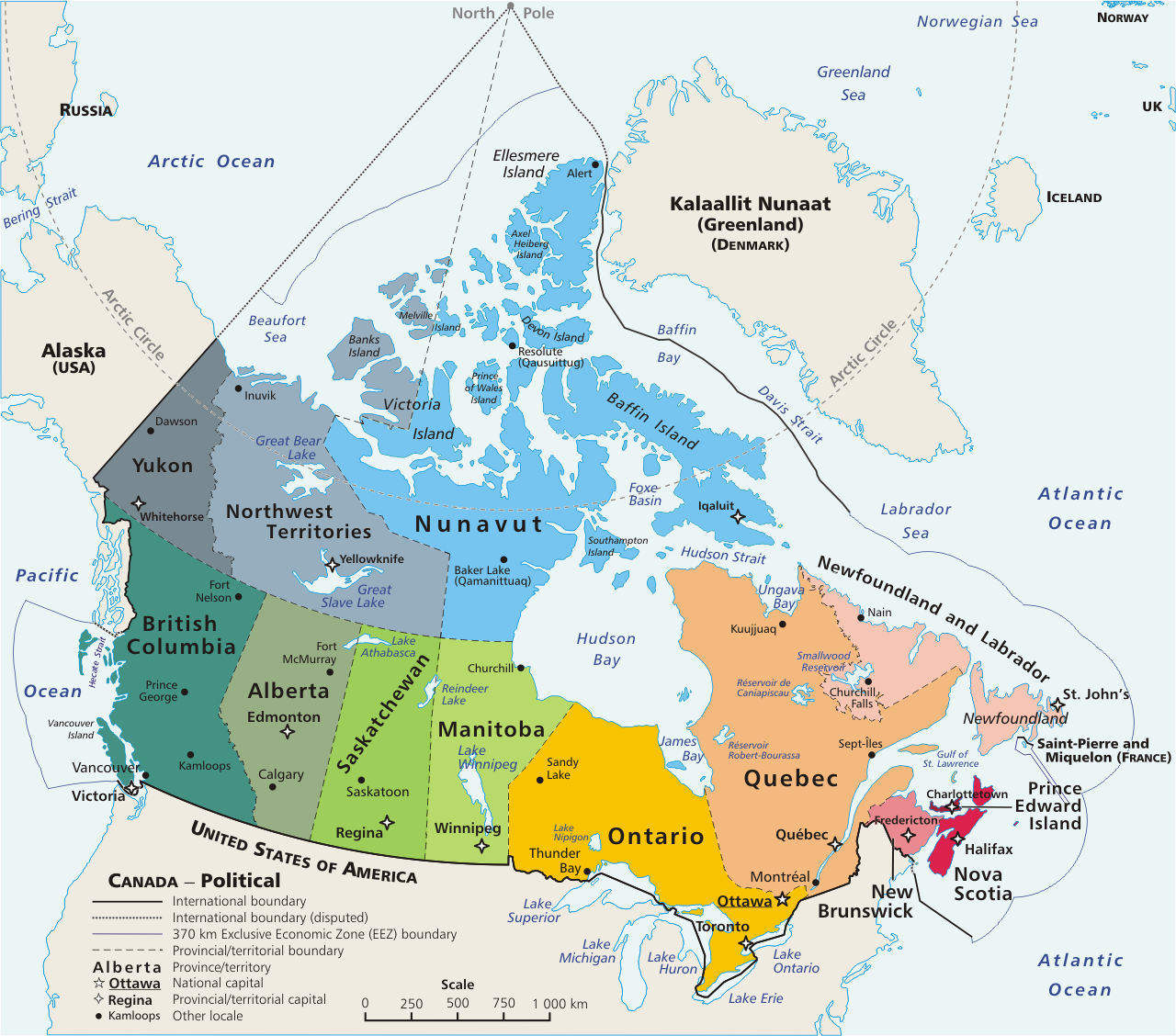
Kanadas Provinzen und größte Städte

Kanada bietet zahlreiche touristische und kulturelle Sehenswürdigkeiten. Zudem haben sportbegeisterte Menschen die Möglichkeit, verschiedene Aktivitäten, wie Wandern, Segeln, Angeln, Skifahren und Mountainbiken, auszuüben. Die touristischen Zentren befinden sich größtenteils in der näheren Umgebung von Toronto, Montreal, Vancouver, Ottawa oder Québec City, die als Metropolen alle über eine lange historische Vergangenheit, Traditionen und über viele Sehenswürdigkeiten verfügen.
Im Jahre 2009 wurden rund 15,6 Millionen Aufenthalte von Touristen aus Übersee verzeichnet. Dies entspricht einen Rückgang von 22 % im Vergleich zu 2002, den man vorwiegend auf die Wirtschaftskrise ab 2007 zurückführen kann. Diese Touristen gaben rund 11,5 Milliarden Dollar aus, was durchschnittlich 785 $ pro Person und Aufenthalt entspricht. Bei Touristen aus den USA hat man rund 11,6 Millionen Aufenthalte verzeichnet, was einen Rückgang von 6,7 % entspricht. Diese haben rund 6,1 Milliarden Dollar in Kanada ausgegeben. Der Tourismus erwirtschaftet 29 Milliarden Dollar was 2 % des Bruttoinlandsprodukts Kanadas entspricht. Im Jahre 2009 waren rund 649.900 Menschen im Tourismusbereich beschäftigt.

## British Columbia

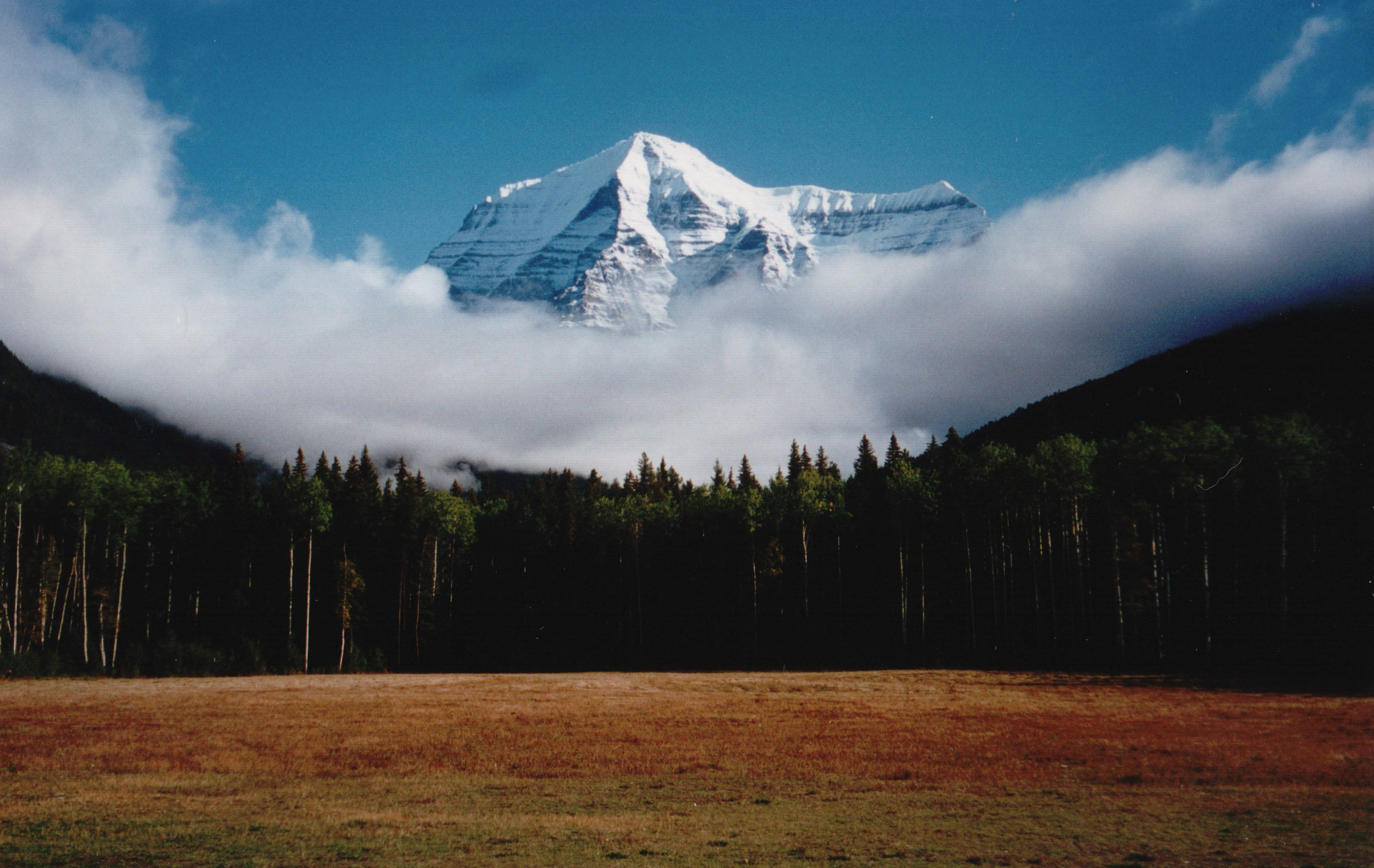
Mount Robson, Mount Robson Provincial Park, British Columbia

British Columbia ist Kanadas westlichste Provinz und grenzt an den Pazifischen Ozean. Die Winter in der Küstenregion sind dort relativ warm im Vergleich zu anderen Provinzen. Sie ist in sechs Regionen unterteilt:
- Vancouver, Coast & Mountains
- Thompson Okanagan
- Cariboo Coast Chilcotin
- Northern British Columbia
- Kootenay Rockies
- Vancouver Island

Alpiner Skisport ist in den bergigen Regionen sehr beliebt. Die Provinz verfügt über 33 große Wintersportgebiete (engl. Ski Resorts), die sich von Vancouver Island bis an die Provinzgrenze von Alberta verteilen. Die Kleinstadt Whistler wurde zum besten Ski Resort Nordamerikas gewählt. In der Stadt fanden auch einige Wettkämpfe der Olympischen Winterspiele 2010 statt.
Vancouver ist die größte Stadt British Columbias. Die Stadt gilt als kosmopolitisch und liegt umgeben von Bergen einerseits und dem Pazifischen Ozean andererseits in einer atemberaubenden Landschaft. Victoria ist die Hauptstadt der Provinz und die zweitgrößte Stadt der Provinz. Sie gilt als sehr „englisch“.

### Sehenswürdigkeiten in Vancouver (Auswahl)

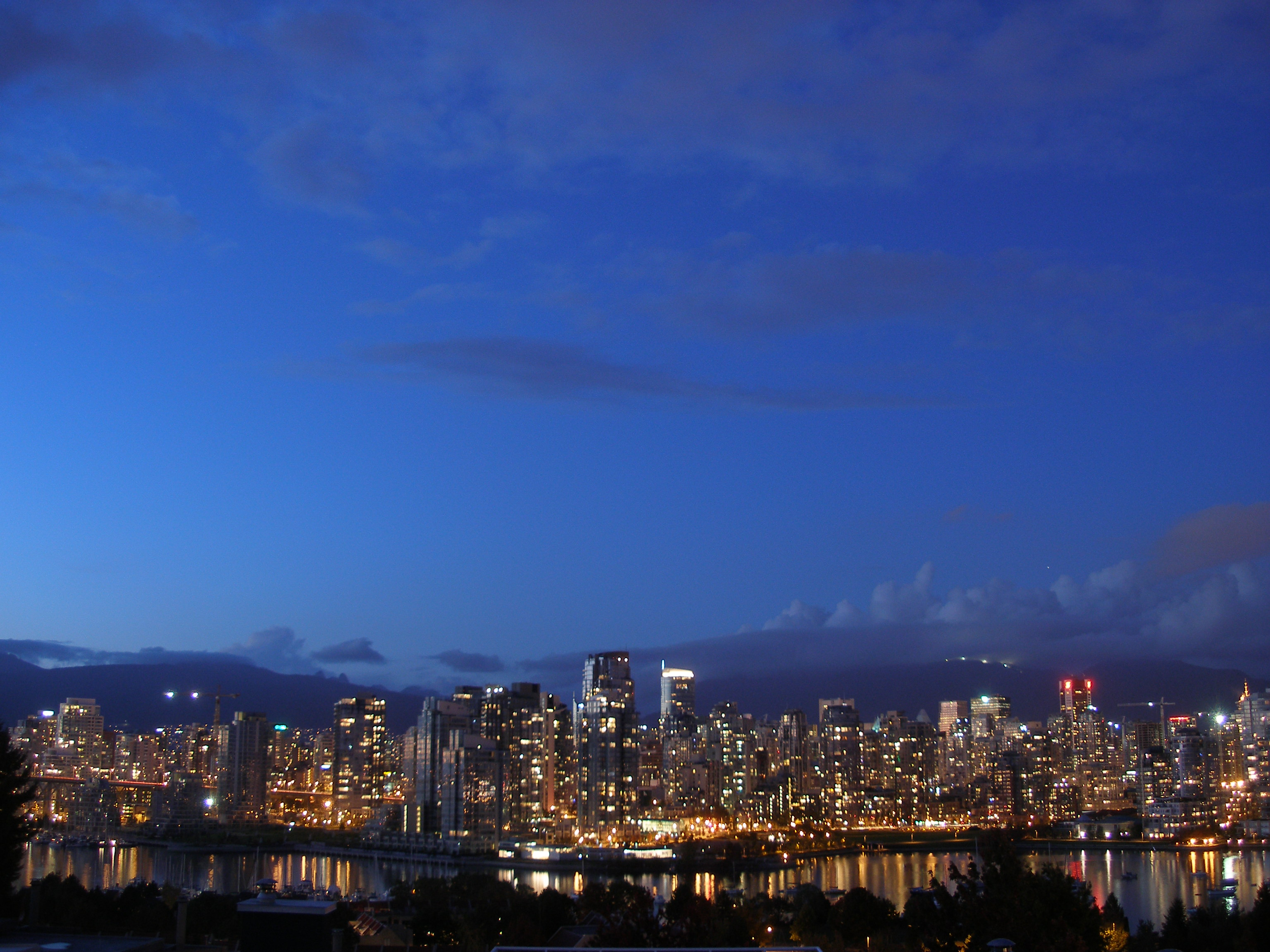
Skyline von Vancouver

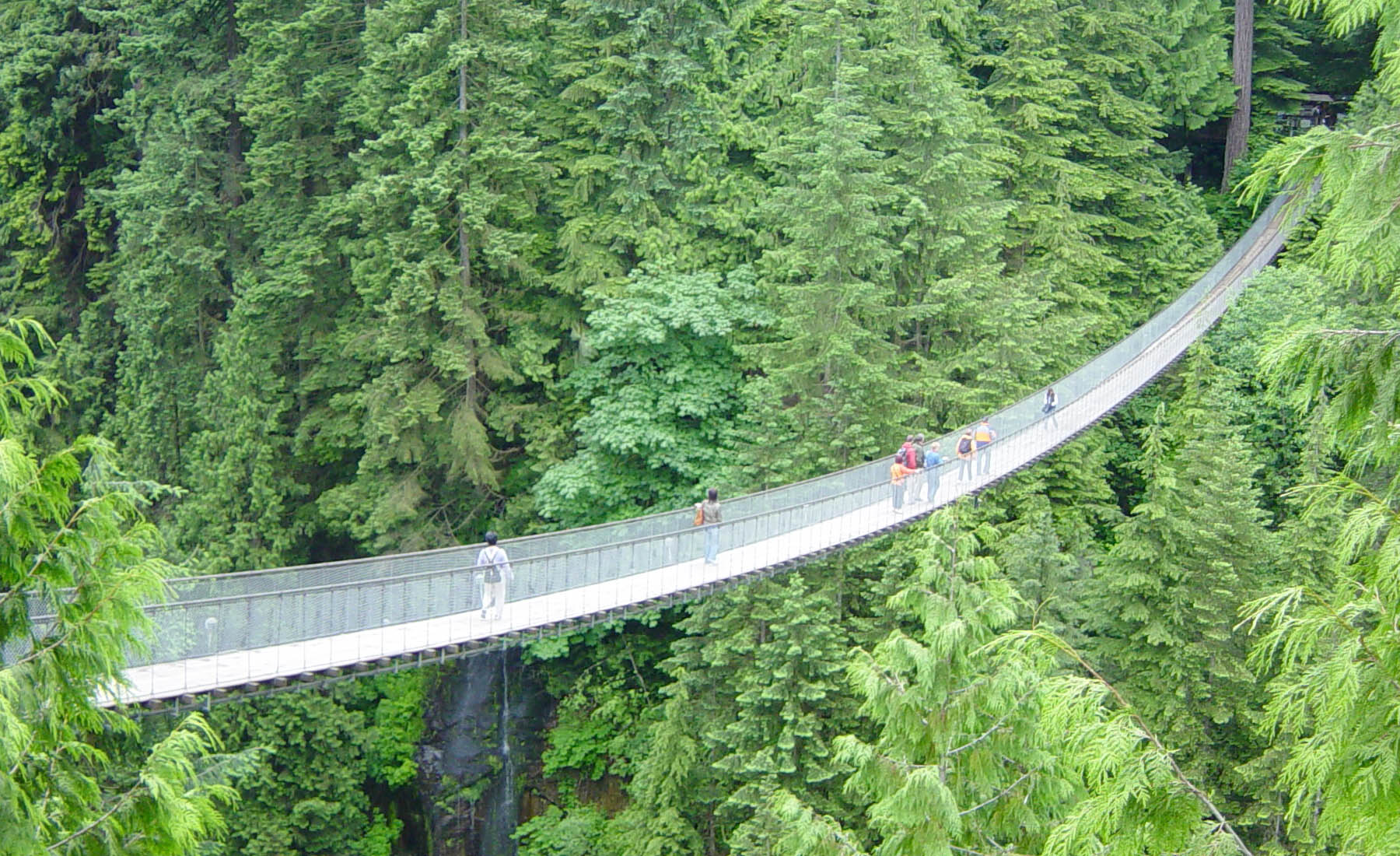
Capilano Suspension Bridge, Blick von der Ostseite des Canyons

- Stanley Park ist ein großer Park in der Nähe der Innenstadt. Er ist der größte Stadtpark Kanadas und der drittgrößte Nordamerikas. Acht Millionen Touristen kommen jedes Jahr.
- Granville Island ist eine ehemals als Industriegebiet genutzte Halbinsel, heute eins der Einkaufs- und Kulturviertel in Vancouver.
- Die Robson Street ist ein Einkaufsdistrikt der gehobenen Klasse mit vielen Restaurants.
- Gastown ist ein historischer Stadtteil in der Innenstadt Vancouvers. Es befinden sich viele Restaurants und Nachtclubs in der Umgebung.
- Die Vancouver Art Gallery ist ein im Jahre 1931 eröffnetes Kunstmuseum und das fünftgrößte seiner Art in Nordamerika.
- Das Vancouver Maritime Museum ist ein Schifffahrtsmuseum.
- Das Museum of Anthropology ist eines der führenden Museen für die Kultur der First Nations im pazifischen Nordwesten.
- Museum of Vancouver
- Science World ist ein Wissenschaftsmuseum.
- Capilano Suspension Bridge, eine 136 m lange Hängebrücke, 70 m über dem Capilano River.
- Lynn Canyon Suspension Bridge, eine 48 m lange Hängebrücke, 50 m über dem Lynn Creek.

Feierlichkeiten und Veranstaltungen in Vancouver (kleiner Auszug):
- Vancouver Pride Parade / Festival
- Bard on the Beach - Shakespeare Festival
- Christmas Events in Vancouver
- HSBC Celebration of Light in Vancouver
- Celebrate St. Patrick's Day in Vancouver
- The Annual Vancouver International Film Festival
- MusicFest Vancouver

### Sehenswürdigkeiten in Victoria (Auswahl)

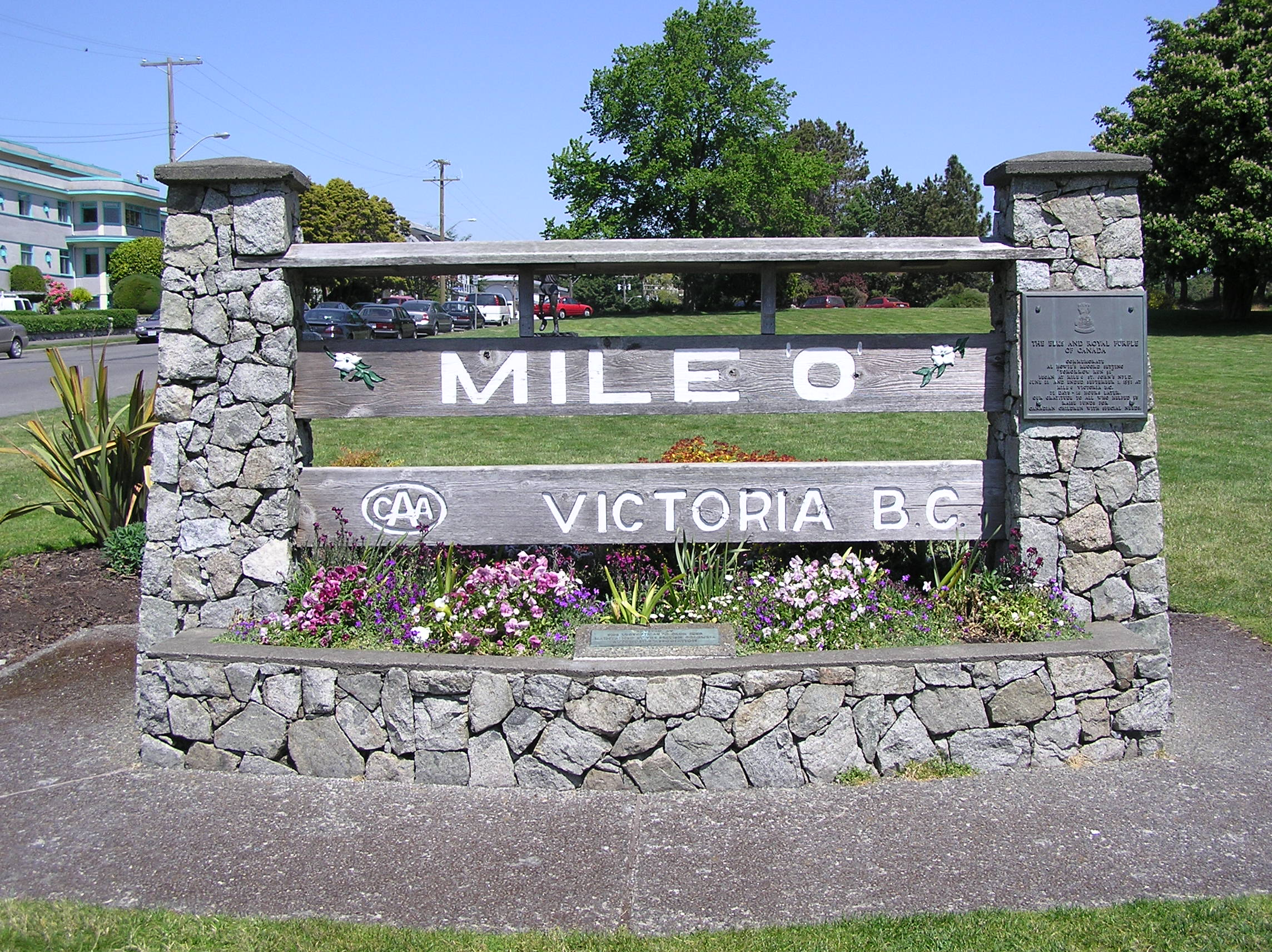
Mile Zero des Trans-Canada Highways

- Das Royal British Columbia Museum, ein historisches und völkerkundliches Museum und eine der bedeutendsten Forschungs- und Kultureinrichtungen in Kanada.
- Das Maritime Museum of British Columbia, ein historisches Museum.
- Helmcken House, das älteste erhaltene Gebäude in Victoria und Wohnhaus von John Sebastian Helmcken.
- Das 1897 erbaute Parlamentsgebäude der Provinz British Columbia.
- Das Fairmont Empress Hotel, ein historisches Schlosshotel.
- Die westliche Mile Zero des Trans-Canada Highways am Rande des Beacon Hill Parks.

Zu den weiteren Attraktionen in British Columbia zählen Buckelwalbeobachtungen an der Küste. Des Weiteren finden Touren zu den kanadischen Weinanbaugebieten und Obstplantagen in Okanagan Valley statt. British Columbia verfügt über zahlreiche Seen und Strände und umfasst einige Gegenden, in denen Kanadas höchste Sommertemperaturen gemessen werden.
Viele Kinofilme wurden und werden in British Columbia produziert, weshalb die Provinz, gemeinsam mit anderen Teilen des Landes, bisweilen als Hollywood des Nordens bezeichnet wird.

## Ontario

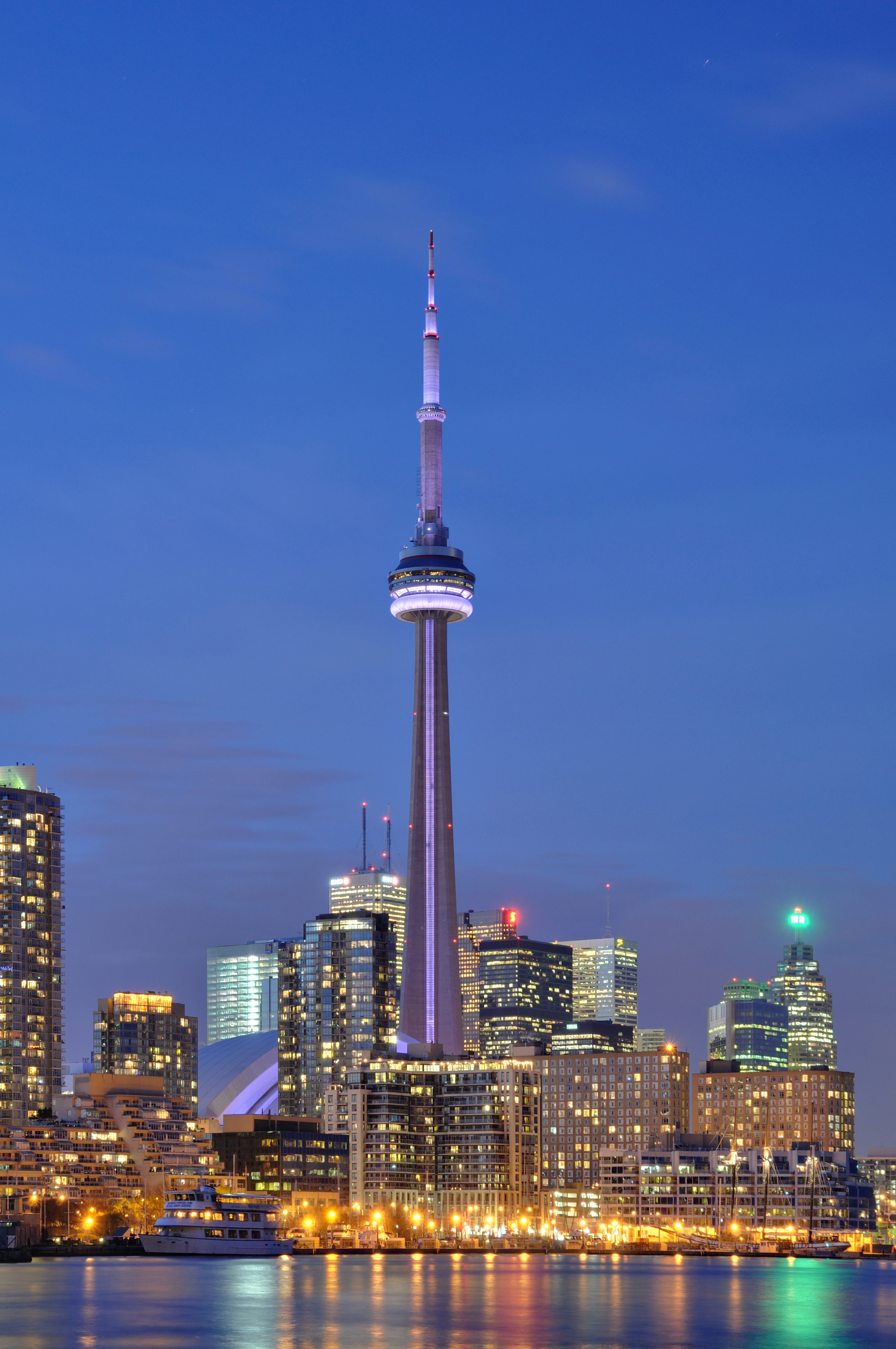
Der CN Tower, von den Toronto Islands aus gesehen

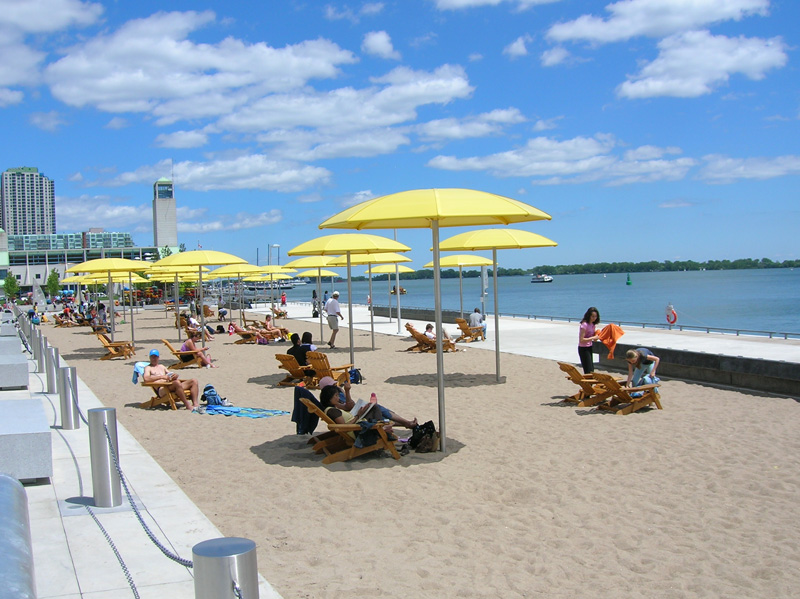
Sandstrand am Lake Ontario

Ontario ist mit 12.851.821 Einwohnern die bevölkerungsreichste und mit einer Fläche von 1.076.395 km² nach Québec flächenmäßig zweitgrößte Provinz Kanadas. Im östlichen Ontario liegt mit Ottawa auch die Hauptstadt und der Regierungssitz des Landes. In der Provinz befindet sich ebenso Kanadas größte Stadt, Toronto, die weltweit als eine der demografisch heterogensten Metropolen gilt. Allein im Großraum dieser Stadt leben 5.509.874 Menschen; als zweitgrößte Stadt Ontarios folgt Ottawa mit 1.130.761 Einwohnern im Großraum. Die Provinz verfügt über eine Vielzahl an kulturellen und historischen Sehenswürdigkeiten und bietet viele Freizeit- und Erholungsmöglichkeiten sowie andere Attraktionen.

### Sehenswürdigkeiten in Toronto (Auswahl)
- CN Tower
- Air Canada Centre
- Canada’s Walk of Fame
- Yonge Street
- Toronto Eaton Centre
- Queen’s Park (Toronto)
- Crystal Beach
- Art Gallery of Ontario
- Canada’s Wonderland
- Toronto Island
- Harbourfront
- Sauble Beach

Feierlichkeiten und Veranstaltungen in Toronto (kleiner Auszug):
- Toronto International Film Festival
- Toronto Raw/Vegan Festival
- Village Day
- St. Patrick’s Day
- Canada Day (am 1. Juli eines jeden Jahres)
- Canadian Music Week (ein Musikfestival)
- Canadian International Auto Show
- Santa Claus Parade (seit 1905 stattfindender Weihnachtsumzug)

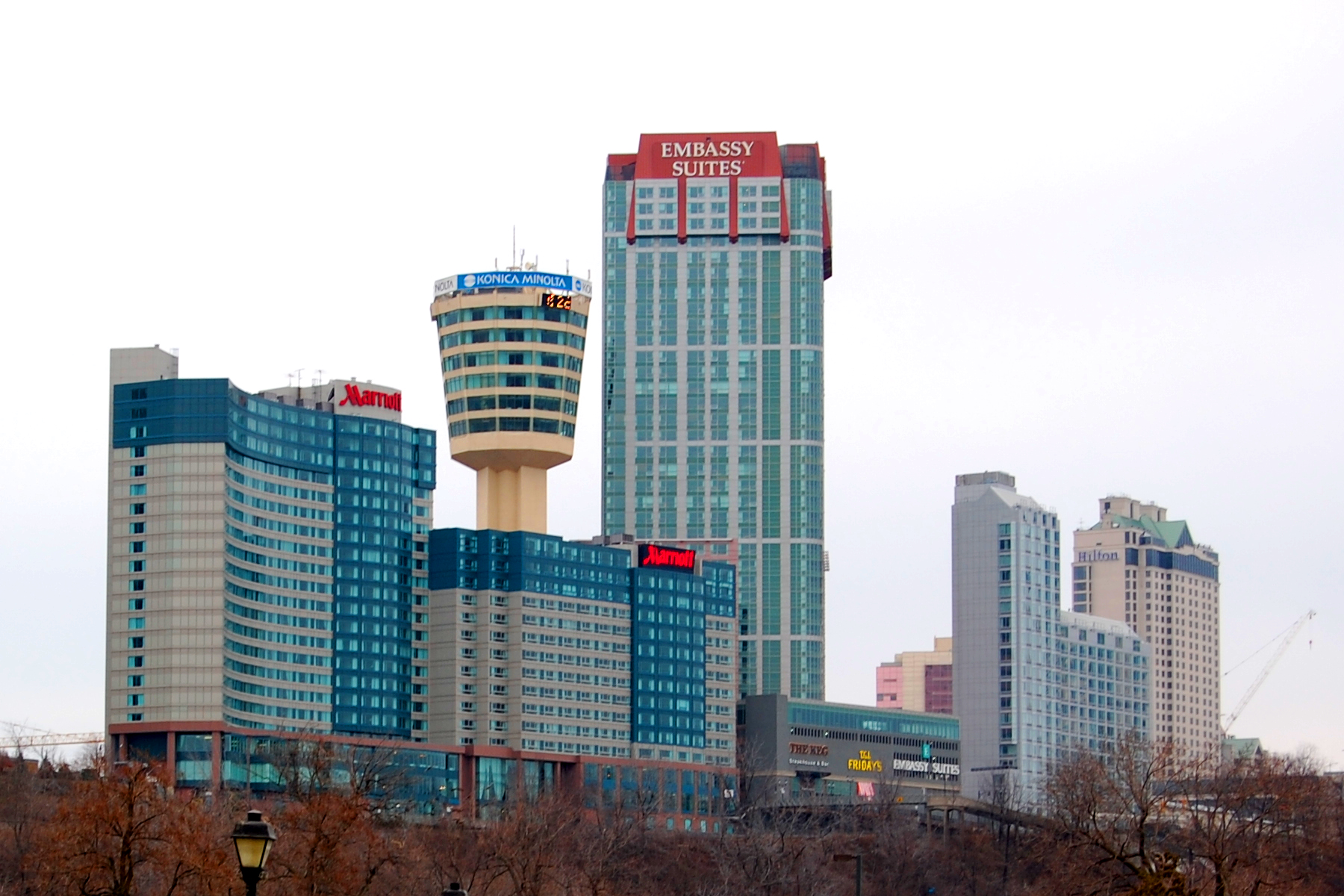
Niagara Falls, Ontario, Skyline (2008)

Niagara Falls, Ontario, ist eine Stadt an der Grenze zu den USA mit 82.184 Einwohnern in der Innenstadt. In der Metropolregion leben 390.317 Personen. Die Fahrtzeit von Toronto aus beträgt ca. 1 Stunde, beherbergt mehrere Sehenswürdigkeiten und zählt aufgrund der Nähe zu der Grenze der USA als beliebtes Urlaubsgebiet vieler US-Amerikaner und internationale Touristen. Die US-Amerikaner entdeckten die Stadt als Urlaubs und Erholungsziel aufgrund des günstigen US-Dollar/kanadischer Dollar Verhältnisses; für Jugendliche aus den Vereinigten Staaten bietet sie die Möglichkeit, legal an Alkohol zu gelangen, da man diesen in Kanada bereits mit 19 Jahren kaufen darf – in den USA erst mit 21. Ein weiterer Grund für die Beliebtheit ist eine bessere Sicht auf die Niagarafälle von der kanadischen Seite.

### Sehenswürdigkeiten in Niagara Falls (Auswahl)
- Niagarafälle
- Skylon Tower
- Casino Niagara
- Niagara Fallsview Casino Resort
- Marineland - Themenpark

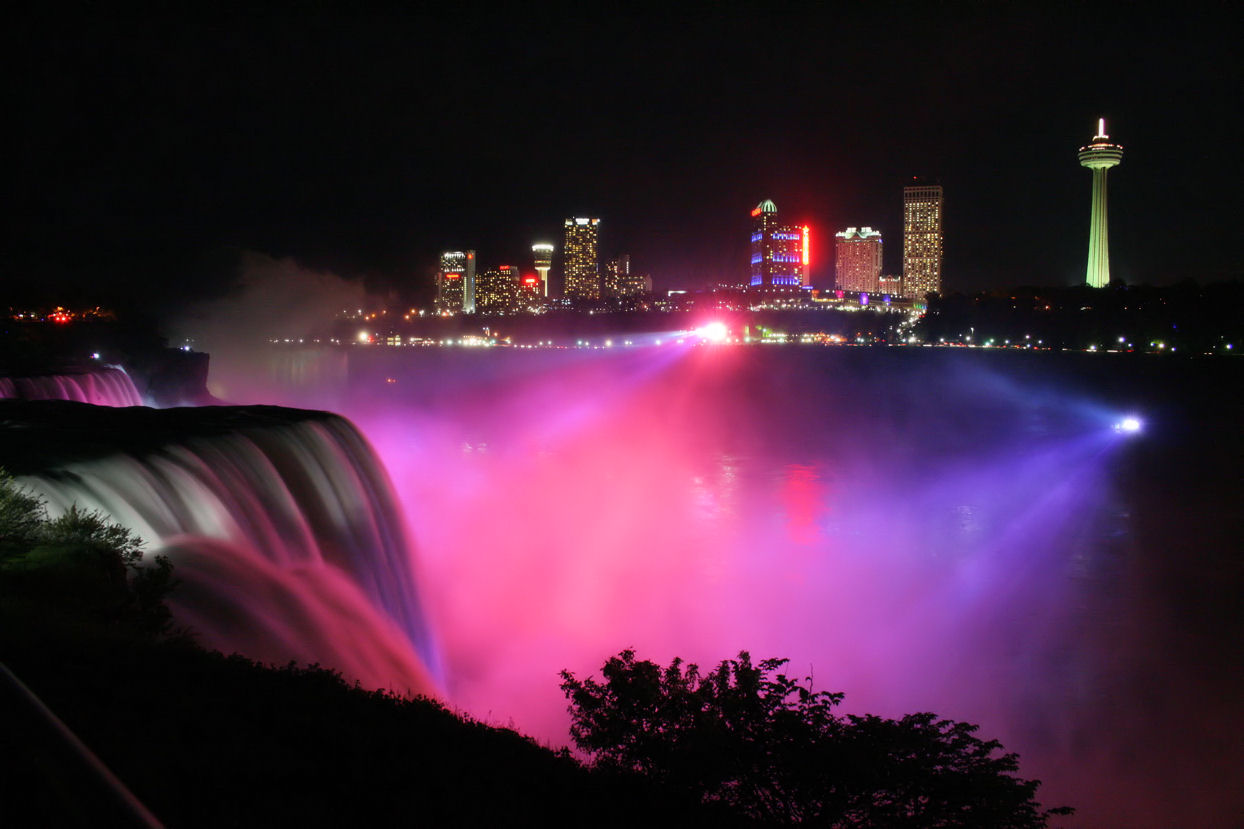
Die Niagarafälle bei Nacht – illuminiert

- Planet Hollywood, Rainforest Cafe und das Hard Rock Café
- Riesenrad, Fahrgeschäfte und andere Vergnügungseinrichtungen.

Feierlichkeiten und Veranstaltungen in Niagara Falls (kleiner Auszug):
- IlluminAqua
- Friendship Festival
- Niagara Falls Canada Day Celebrations
- The Great Waterfront Trail Adventure

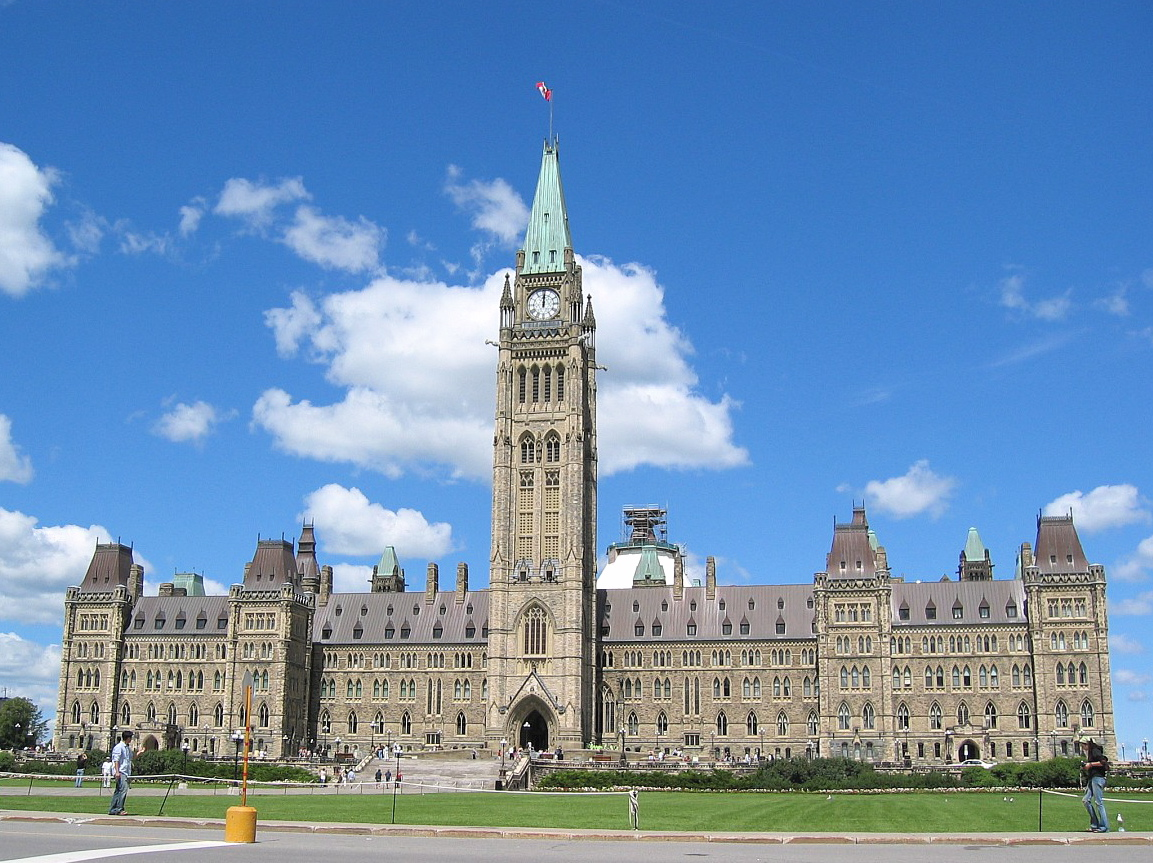
Das Parlamentsgebäude in Ottawa

Ottawa ist die Bundeshauptstadt von Kanada, in der viele Regierungseinrichtungen angesiedelt sind. Die Stadt zählt rund 812.129 Einwohner und ca. 1,13 Millionen Einwohner in der Metropolregion. Im Vergleich zu Toronto, Vancouver, oder Calgary verfügt die Stadt über wenige Hochhäuser, dafür viele historische Gebäude, Parks und Museen.

### Sehenswürdigkeiten in Ottawa (Auswahl)
- National Gallery of Canada
- Canadian War Museum
- Canada Aviation and Space Museum
- Dow’s Lake
- Lansdowne Park
- Parliament Hill

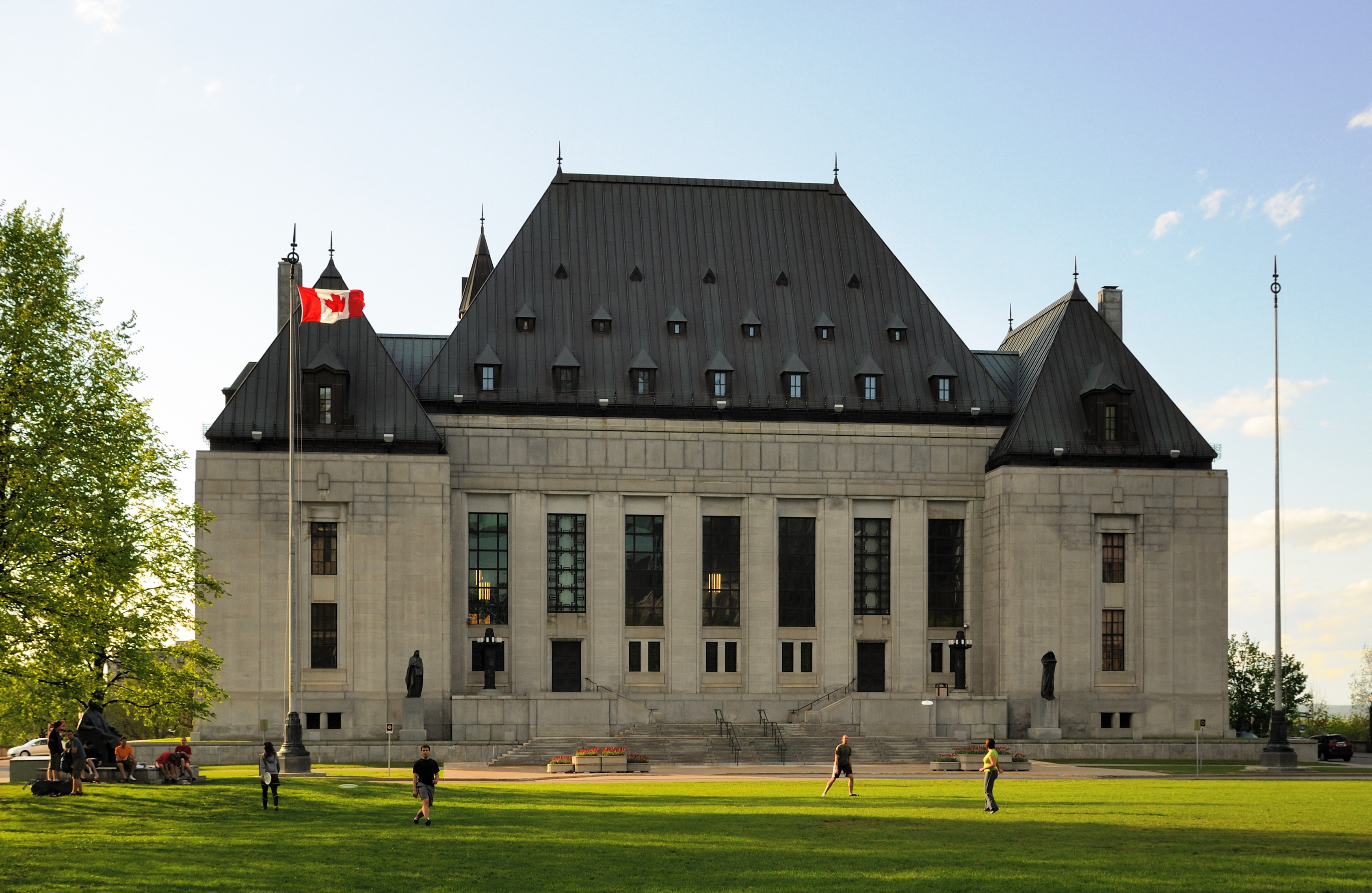
Gebäudes des Obersten Gerichtshofes in Ottawa

- Rideau Hall (offizielle Residenz der Königin von Kanada (bzw. des Monarchen) und des Generalgouverneurs von Kanada)
- Supreme Court of Canada
- Peacekeeping Monument
- Rideau Canal

Feierlichkeiten und Veranstaltungen in Ottawa (kleiner Auszug):
- Westfest
- Ottawa International Jazz Festival
- Capital Pride
- Ottawa Dragon Boat Race Festival
- Centretown Movies Outdoor Film Festival
- Ottawa International Animation Festival

## Alberta

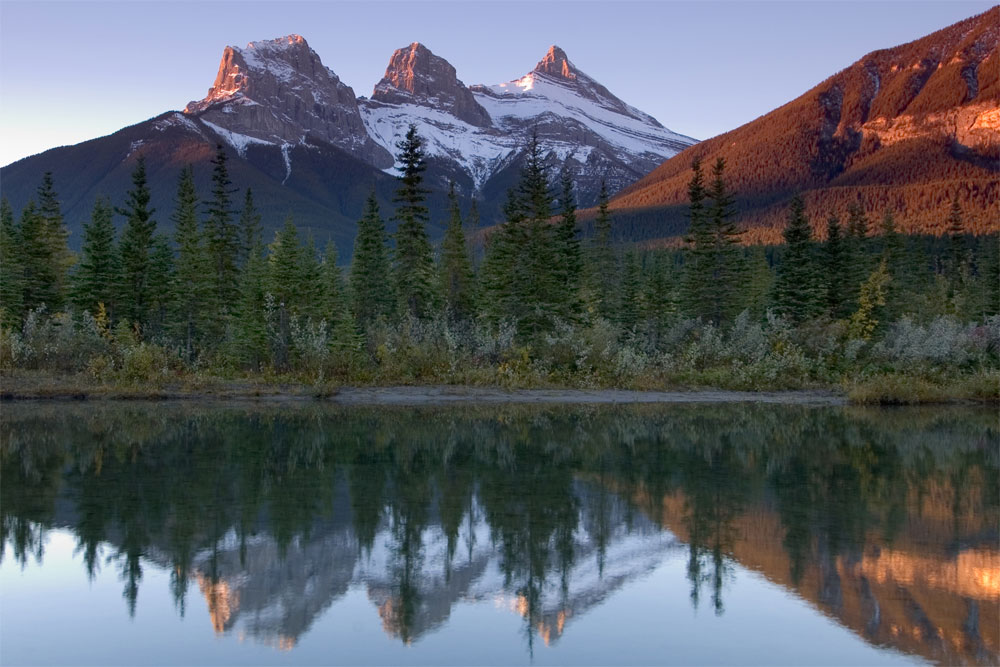
Moraine Lake, Bergzüge in Alberta

Alberta ist eine der westlichen Provinzen Kanadas und grenzt an British Columbia, Saskatchewan und die Rocky Mountains. In dem Gebiet liegen die zwei Großstädte Calgary und Edmonton, die Hauptstadt der Provinz. Edmonton ist bekannt für die West Edmonton Mall, das größte Einkaufszentrum Nordamerikas. Eine weitere Weltattraktion ist das Royal Tyrrell Museum of Palaeontology in Drumheller, das die weltweit größte Sammlung an Dinosaurier-Fossilien unter einem Dach beherbergt. Des Weiteren liegen fünf der als UNESCO-Welterbe Kanadas ausgezeichneten Welterbestätten in Alberta. Zu diesen gehören der Banff-Nationalpark (1984), der Jasper-Nationalpark (1984), der Waterton-Glacier International Peace Park (1995), der Wood-Buffalo-Nationalpark (1983), der Dinosaur Provincial Park (1979) und das Head-Smashed-In Buffalo Jump (1981). Bei Skifahrern gilt Alberta als beliebtes Wintersportgebiet, das über mehrere Ski Ressorts verfügt, wie etwa dem Canada Olympic Park mit Downhill Ski und Ski Jumping-Einrichtungen. Als bevorzugtes Gebiet für Natur und Sportbegeisterte Menschen, sowohl im Winter als auch im Sommer, gilt die Kleinstadt Banff, die sich an den Rocky Mountains befindet.

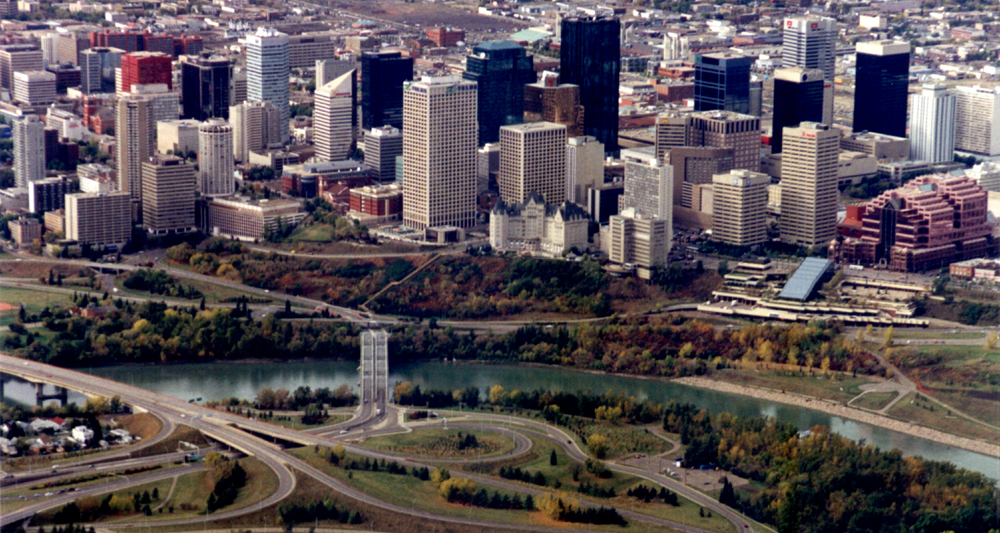
Edmonton, Skyline

### Sehenswürdigkeiten in Edmonton (Auswahl)
- Art Gallery of Alberta
- Edmonton City Hall
- Little Italy
- Manulife Place
- McLeod Building
- New Edmonton Arena

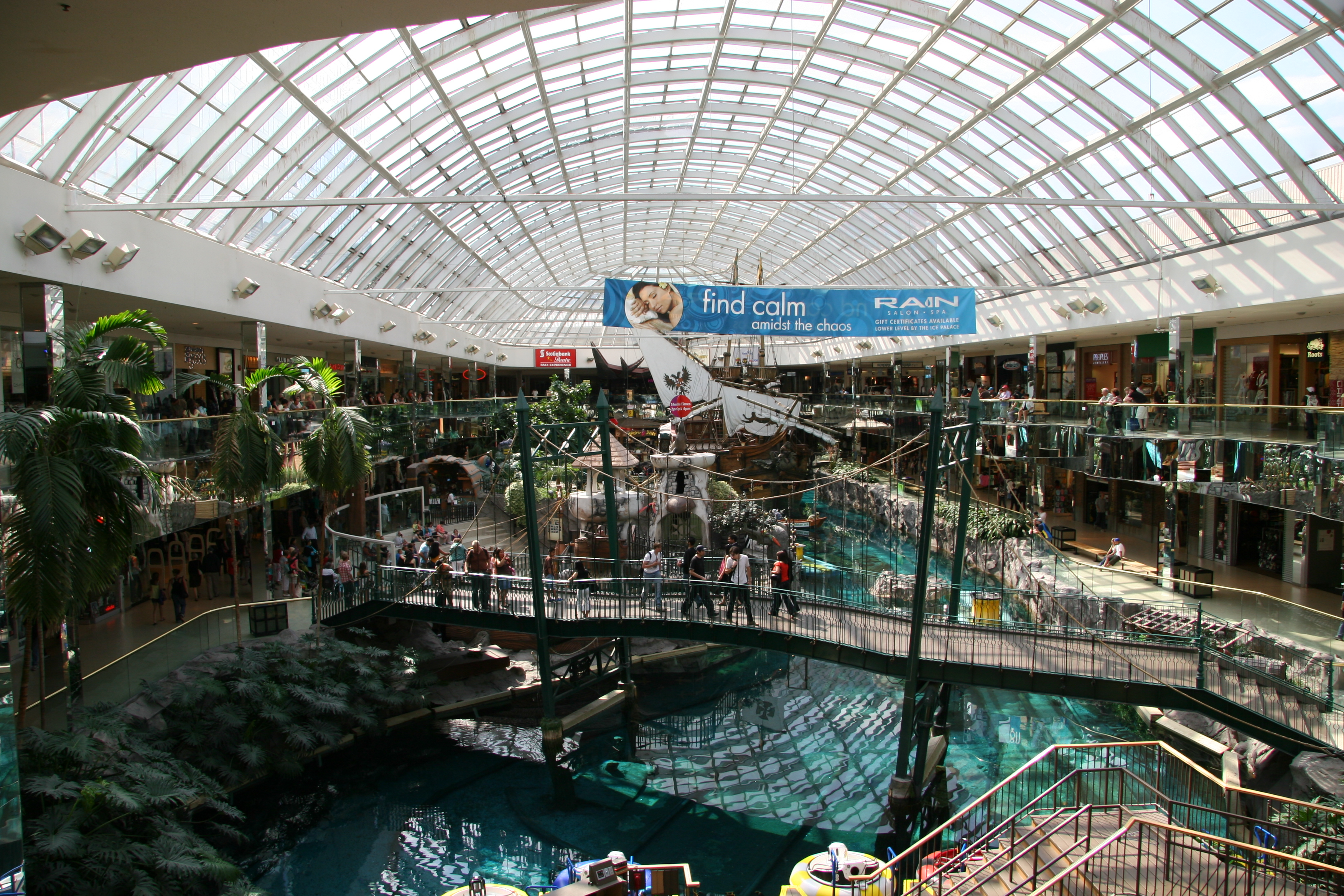
Innenansicht des größten Einkaufszentrums Nordamerikas

- West Edmonton Mall (das größte Einkaufszentrum in Nordamerika. Von 1981 bis 2004 war es sogar weltweit das größte Einkaufszentrum)
- Parkanlagen entlang des North Saskatchewan River
- Shaw Conference Centre
- Sir Winston Churchill Square

Feierlichkeiten und Veranstaltungen in Edmonton (kleiner Auszug):
- Ice on Whyte
- Winter Light
- Silver Skate Festival and Edmonton Winter Triathlon
- Edmonton International Film Festival
- Edmonton International Street Performer's Festival

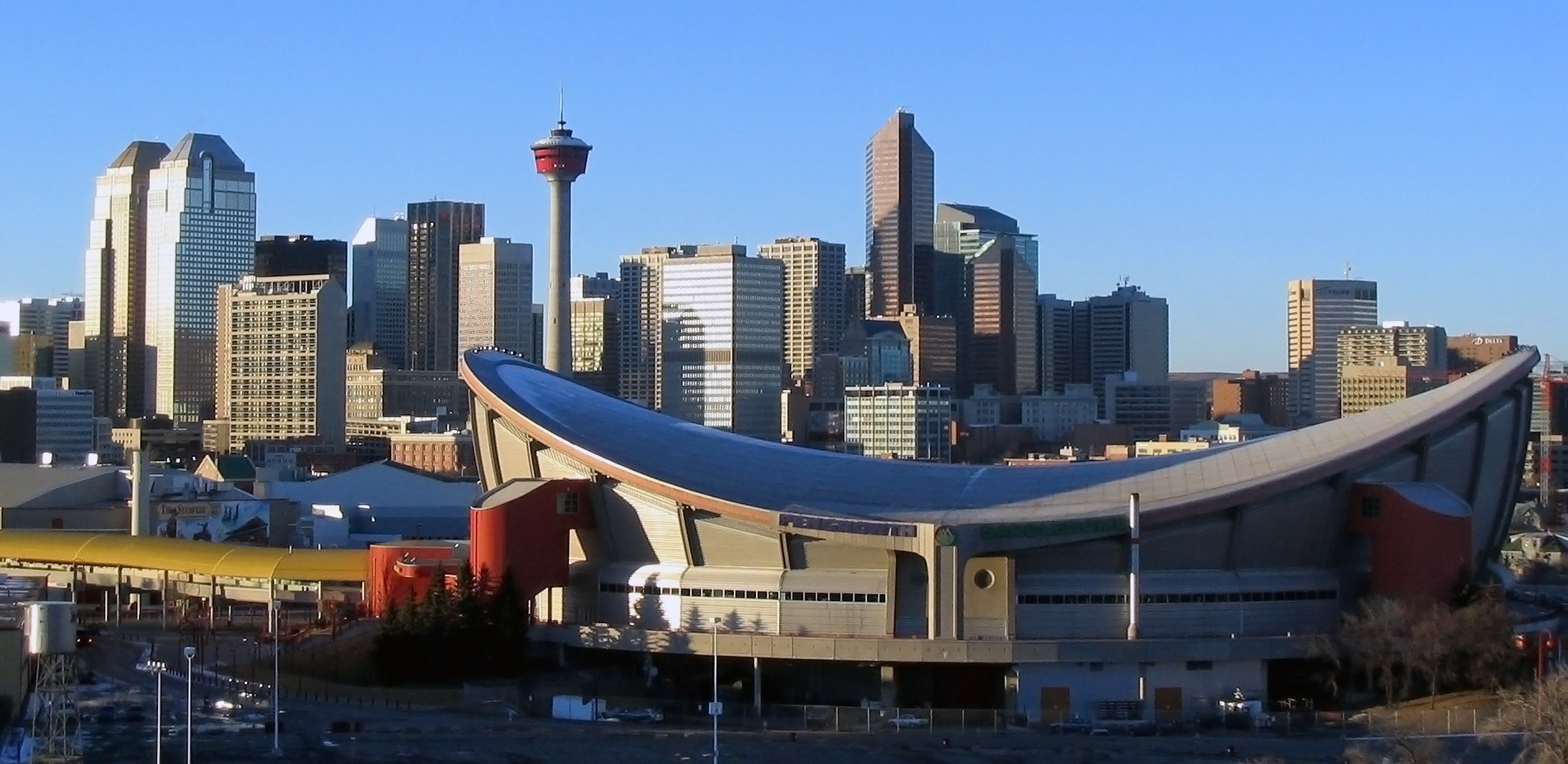
Skyline von Calgary

- Rock'n August

### Sehenswürdigkeiten in Calgary (Auswahl)
- Calgary Tower
- Confederation Park

- The Core Shopping Centre
- Bow Valley Ranche
- Devonian Gardens

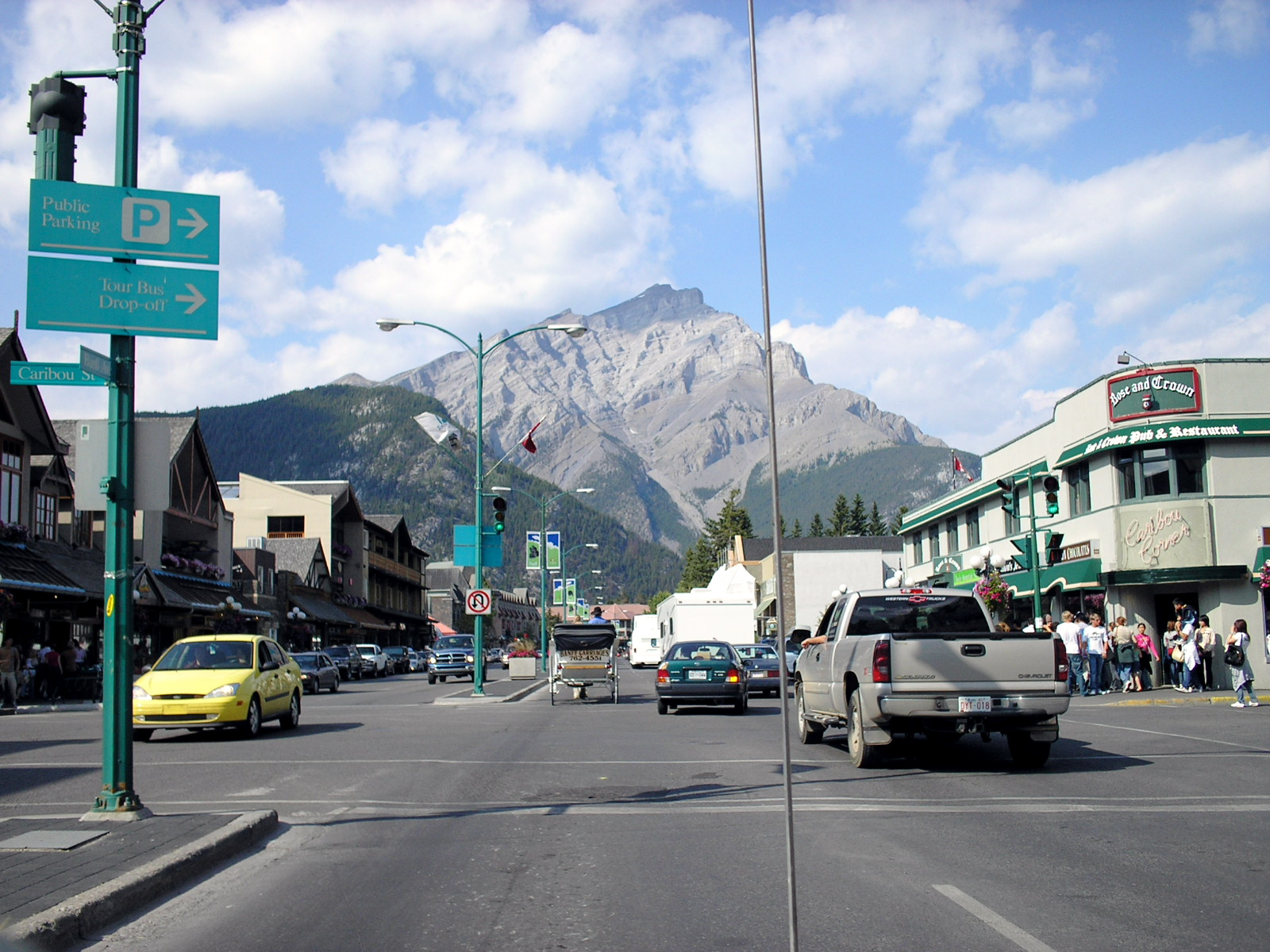
Die Stadt Banff, Foto aus der Innenstadt, im Hintergrund die Rocky Mountains.

- Calgary Skywalk (ein Skywalk in vier Metern Höhe, der mehrere Gebäude miteinander verbindet)
- Canada Olympic Park
- China Town Calgary
- Stephen Avenue (eine bei Einwohnern wie Touristen beliebte Einkaufsstraße, mit Geschäften und Restaurants, sowie Cafés)

Feierlichkeiten und Veranstaltungen in Calgary (kleiner Auszug):
- Calgary Fringe Festival
- GlobalFest
- International Festival of Animated Objects
- Reggae Festival
- Mountain View Music Fest
- North American Championship Chuckwagon Races and Guy Weadick Pro Rodeo

## Manitoba

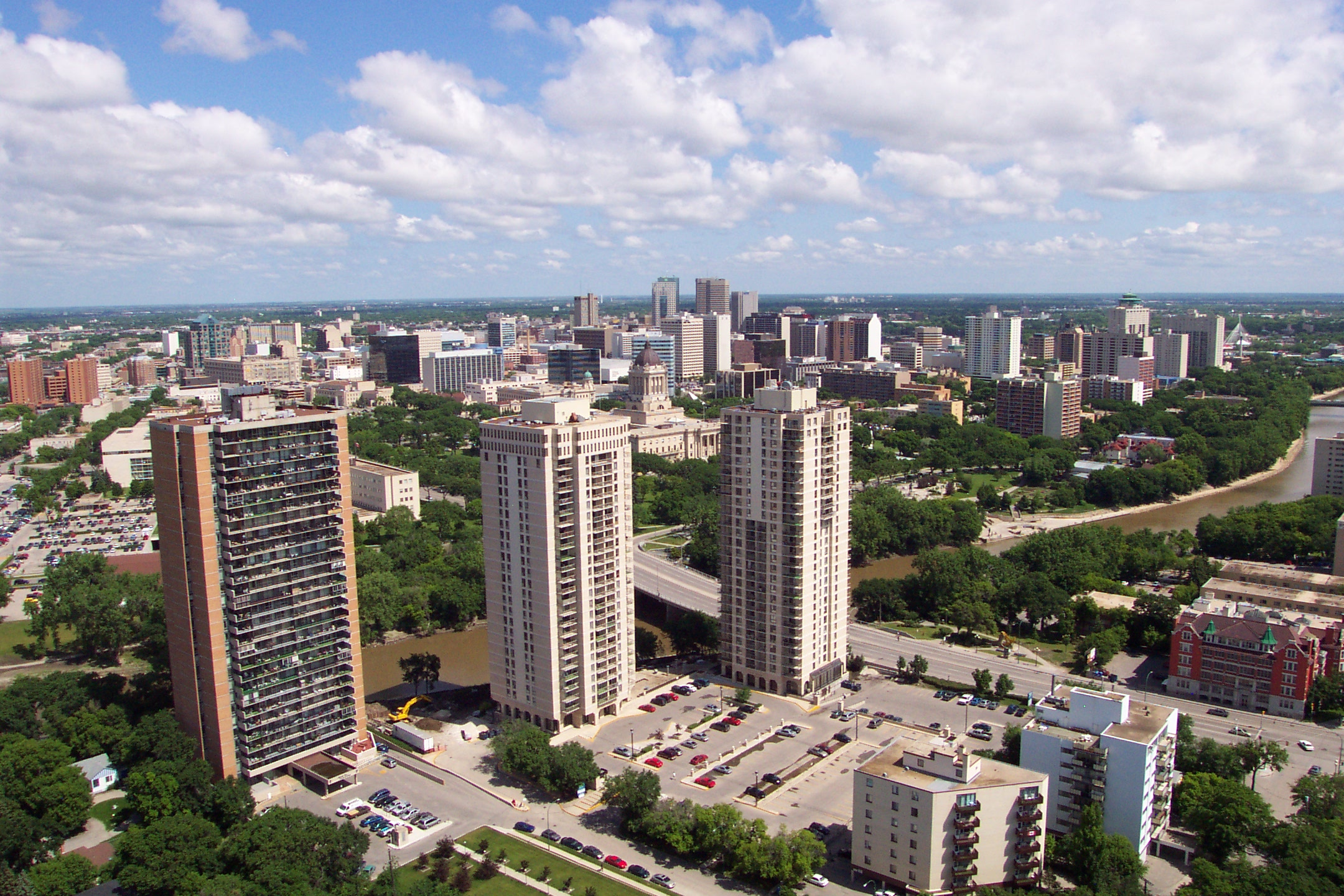
Skyline von Winnipeg

Manitoba ist die östliche der kanadischen Prärieprovinzen und befindet sich zwischen Ontario, Saskatchewan und Nunavut, sowie den US-Bundesstaaten North Dakota und Minnesota im Süden. Die Hauptstadt der Provinz ist Winnipeg mit rund 633.000 Einwohnern bzw. 694.000 Einwohnern in der Metropolregion. Manitoba verfügt über eine Fläche von 647.797 km2. Neben dem touristischen Zentrum in Winnipeg, das jede Menge kulturelle und historische Sehenswürdigkeiten bietet, verfügt die Provinz über mehrere Parks und Wanderwege, Seen und Strände.

### Sehenswürdigkeiten in Winnipeg (Auswahl)
- Canadian Museum for Human Rights
- Manitoba Museum

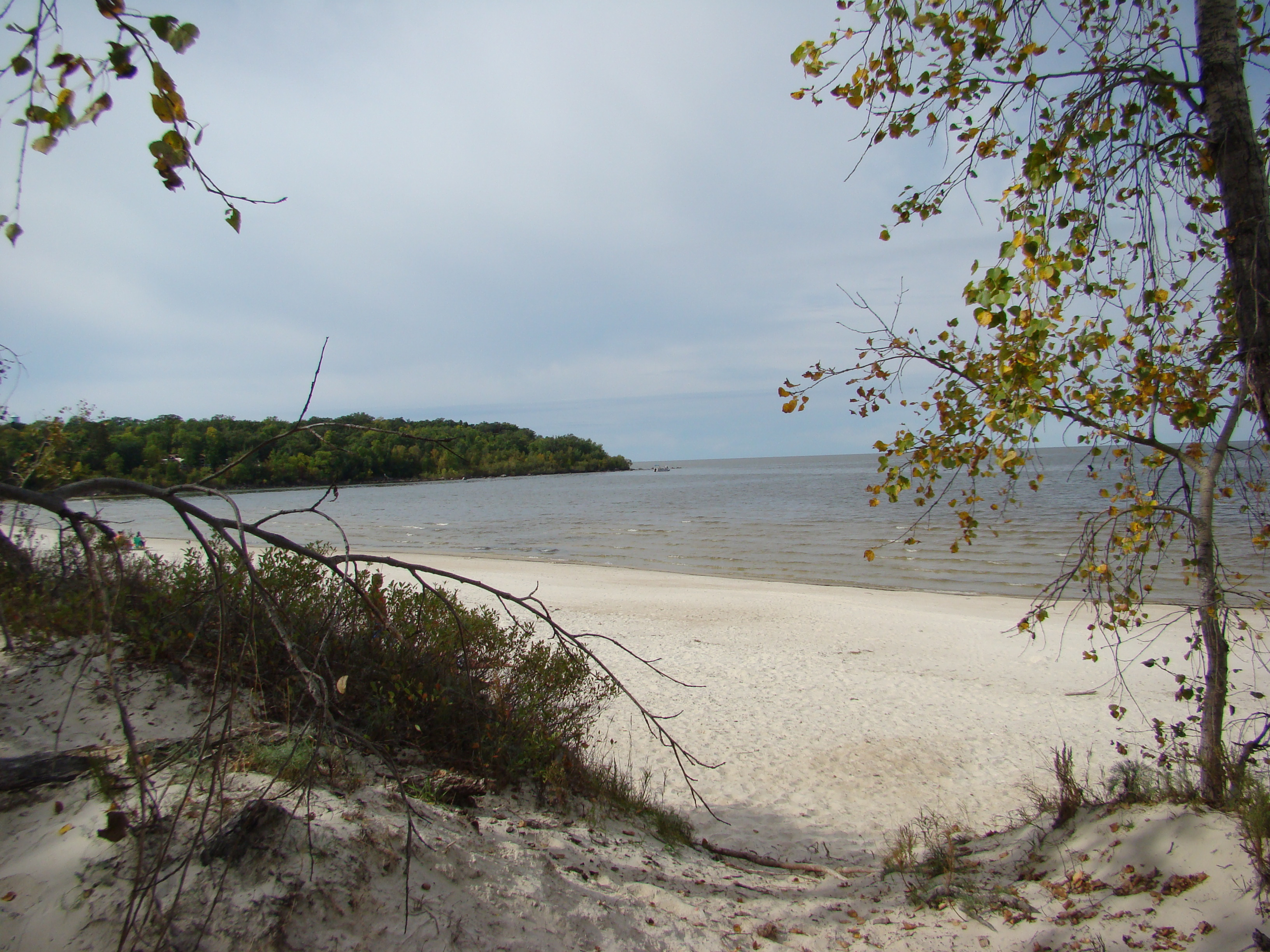
Der Grand Beach Strand in Winnipeg im Herbst 2009

- Forks National Historic Site (historischer Stadtteil mit vielen Geschäften, Restaurants und Cafés)
- FortWhyte Alive (Park/Erholungsgebiet)
- Old Market Square (Stadtteil mit vielen Geschäften, Restaurants und Cafés)
- Grand Beach Provincial Park (Erholungsgebiet mit Sandstrand)
- McPhillips Street Station Casino
- Manitoba Planetarium & Science Gallery
- Air Force Heritage Park & Museum

Feierlichkeiten und Veranstaltungen in Winnipeg (kleiner Auszug):
- Jazz Winnipeg Festival
- Winnipeg Folk Festival
- Steinbach Pioneer Days

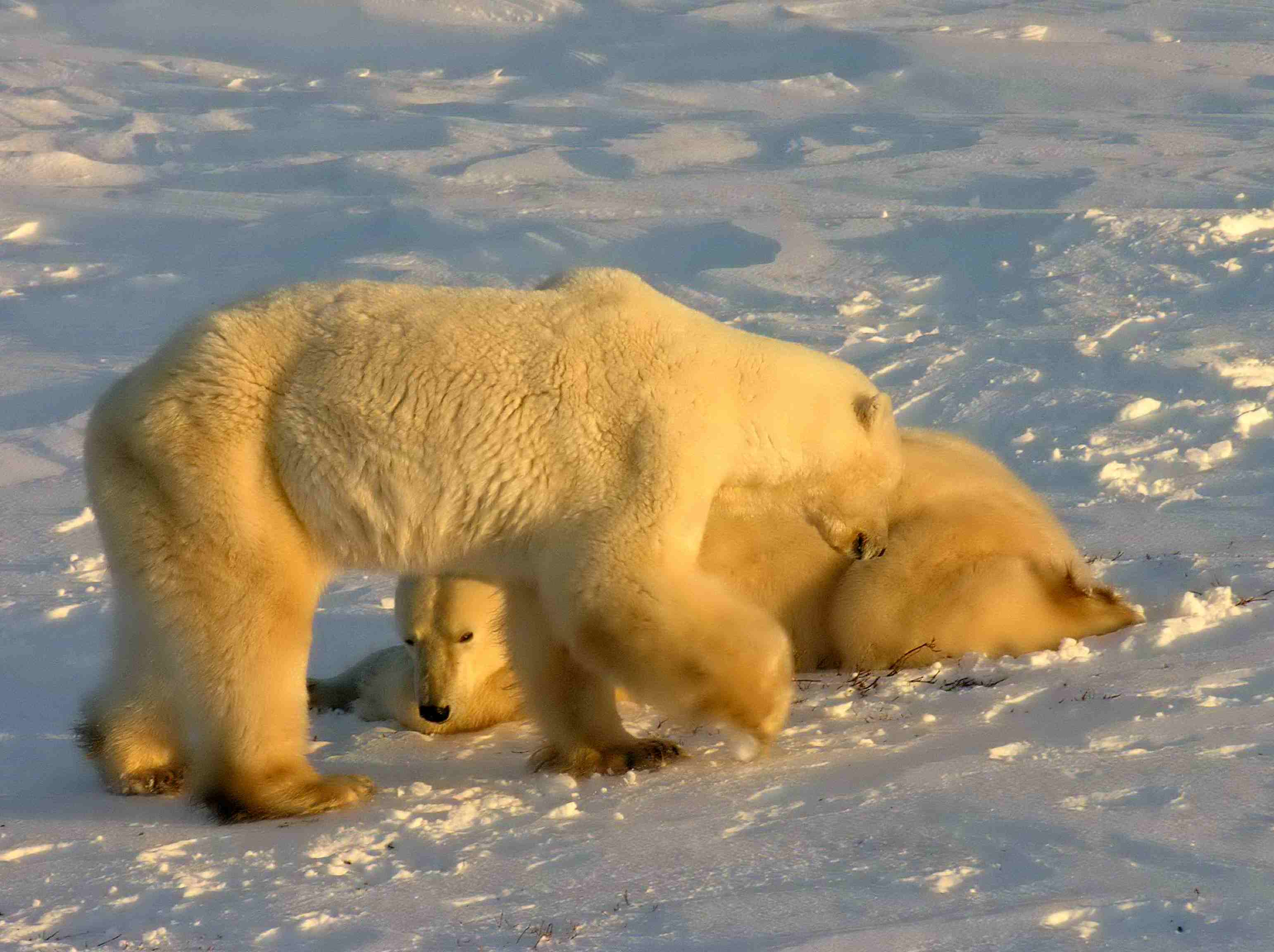
Eisbären im Norden der Provinz Churchill, Manitoba

- Islendingadagurinn (isländisches Straßenfest)
- International New Music Festival
- Royal Manitoba Winter Fair
- Dauphin Countryfest

### Sehenswürdigkeiten in der Provinz

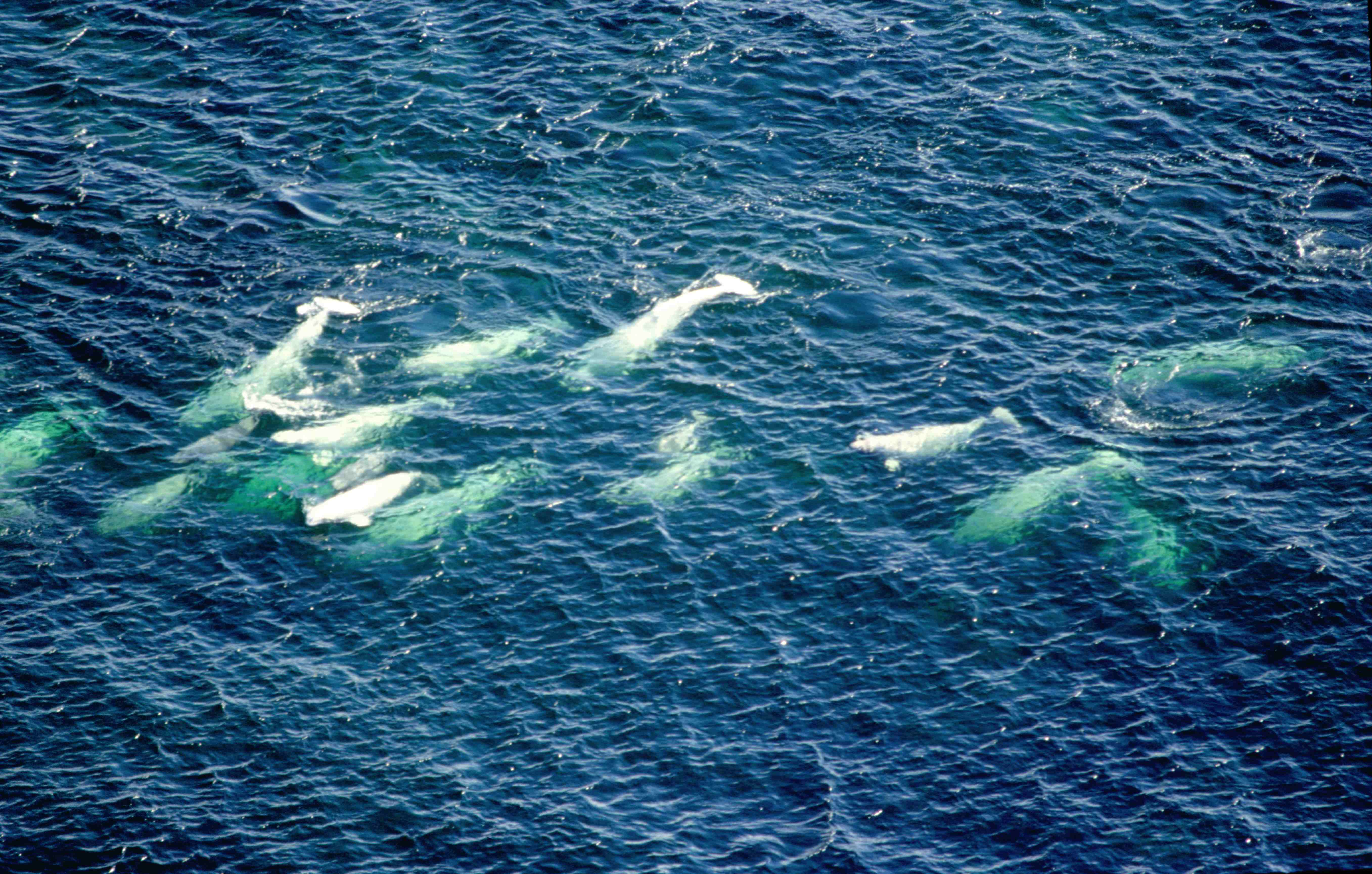
Weißwal

- West Hawk Lake
- Canadian Fossil Discovery Centre
- Clearwater Lake Provincial Park
- Asessippi Ski Area & Resort
- Churchill Northern Studies Centre
- Island Lake

## New Brunswick

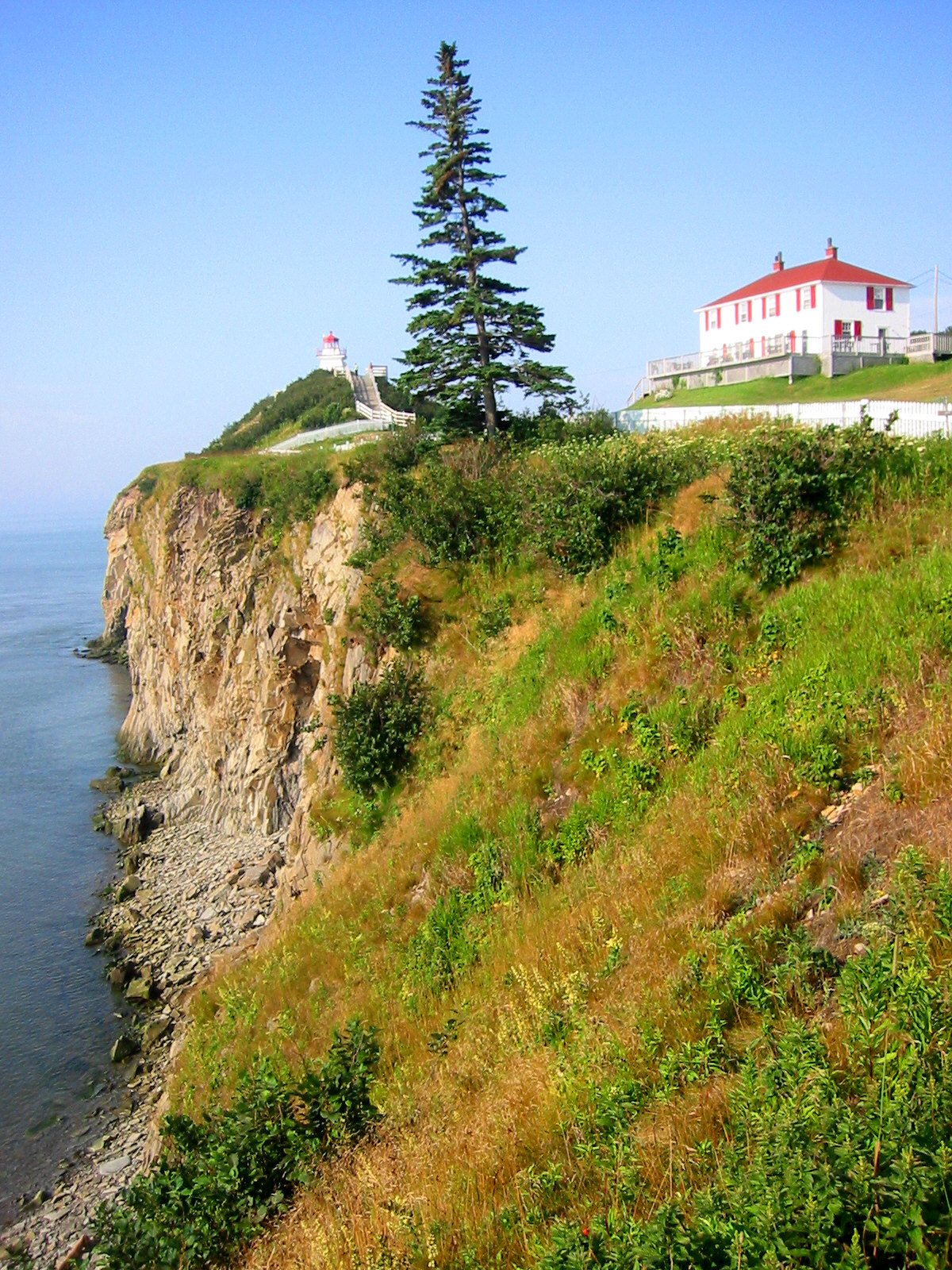
Cape Enrage Leuchtturm in New Brunswick

New Brunswick ist bekannt für seine großen Sandstrände, vor allem im Bereich der Northumberland Strait und einem relativ warmen Klima in den Sommermonaten, sowie infolgedessen Wassertemperaturen, die zu den wärmsten nördlich von Virginia zählen. Die zweitgrößte Stadt Moncton gilt als Erholungsgebiet und verfügt über mehrere Sehenswürdigkeiten. Saint John ist die größte Stadt in New Brunswick. Fredericton ist die drittgrößte Stadt und die Hauptstadt der Provinz. Die Stadt verfügt über mehrere kulturelle Sehenswürdigkeiten und zwei größere Universitäten mit Forschungseinrichtungen.

### Sehenswürdigkeiten in Fredericton (Auswahl)
- Beaverbrook Art Gallery
- New Brunswick Legislative Building
- Old Government House
- Historic Garrison District
- York Sunbury Museum
- Christ Church Cathedral (Kathedrale aus dem Jahr 1853)
- Fredericton Botanic Garden
- Killarney Lake Park (mit vielen Sandstränden und Picknickmöglichkeiten)

Feierlichkeiten und Veranstaltungen in Fredericton (kleiner Auszug):

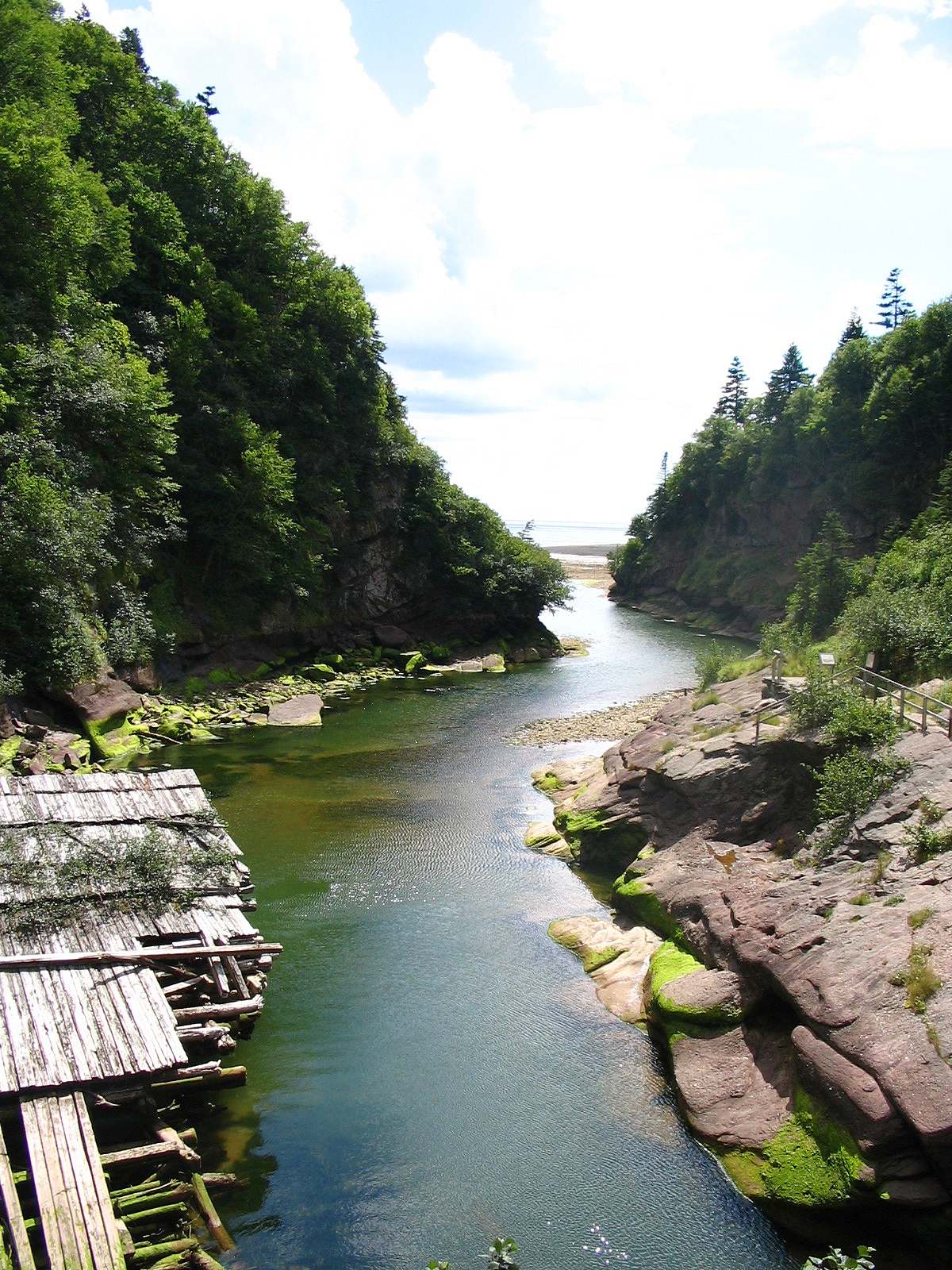
Bucht im Fundy-Nationalpark in New Brunswick

- Atlantic Beer Festival in Moncton Coliseum
- Miramichi Culture Fest
- Canada’s Irish Festival on the Miramichi
- Summer Music Festival

### Sehenswürdigkeiten in der Provinz (Auswahl)
- Confederation Bridge
- Kouchibouguac-Nationalpark
- Fundy-Nationalpark
- Mount Carleton
- Akadische Halbinsel
- die Gezeitenwelle am Petitcodiac
- Minister’s Island

## Newfoundland and Labrador

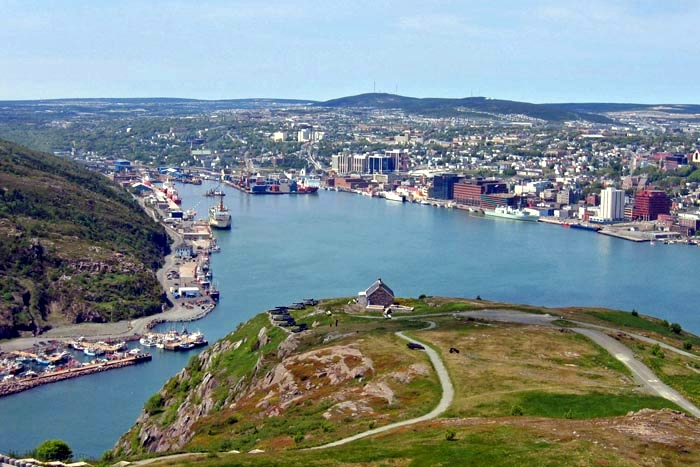
Blick über die Stadt St. John’s in Neufundland

Neufundland und Labrador ist bei vielen Touristen aufgrund der vielen Naturereignissen sehr beliebt. So kann man viele Eisberge und Fjordgletscher sehen. Die ersten Europäischen Siedler siedelten sich 1497 in der Provinz an. Die Hauptstadt der Provinz ist St. John’s, in Neufundland. St. John’s ist die älteste Stadt Nordamerikas und wurde von John Cabot gegründet. Die Stadt zählt rund über 106.000 Einwohner, im weiteren Einzugsgebiet 196.900.

### Sehenswürdigkeiten in St. John’s (Auswahl)
- Cabot Tower
- Signal Hill
- Cape Spear (der östlichste Ort von ganz Nordamerika)
- The Rooms
- Bowring Park
- Johnson Geo Centre
- Mil One Centre

### Sehenswürdigkeiten in der Provinz (Auswahl)
- Gros-Morne-Nationalpark
- Terra-Nova-Nationalpark
- Torngat-Mountains-Nationalpark
- Churchill Falls

## Nova Scotia

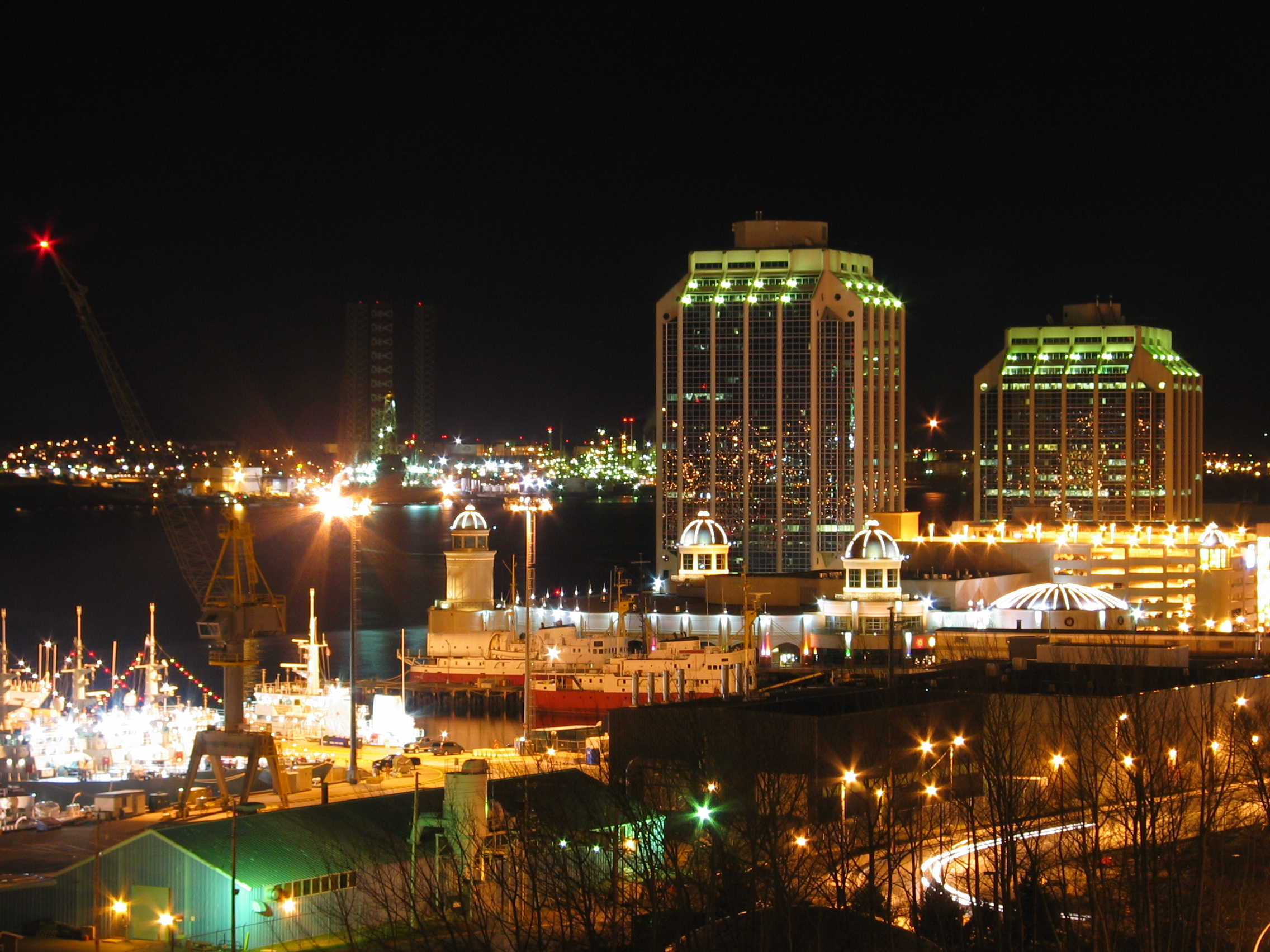
Halifax Skyline

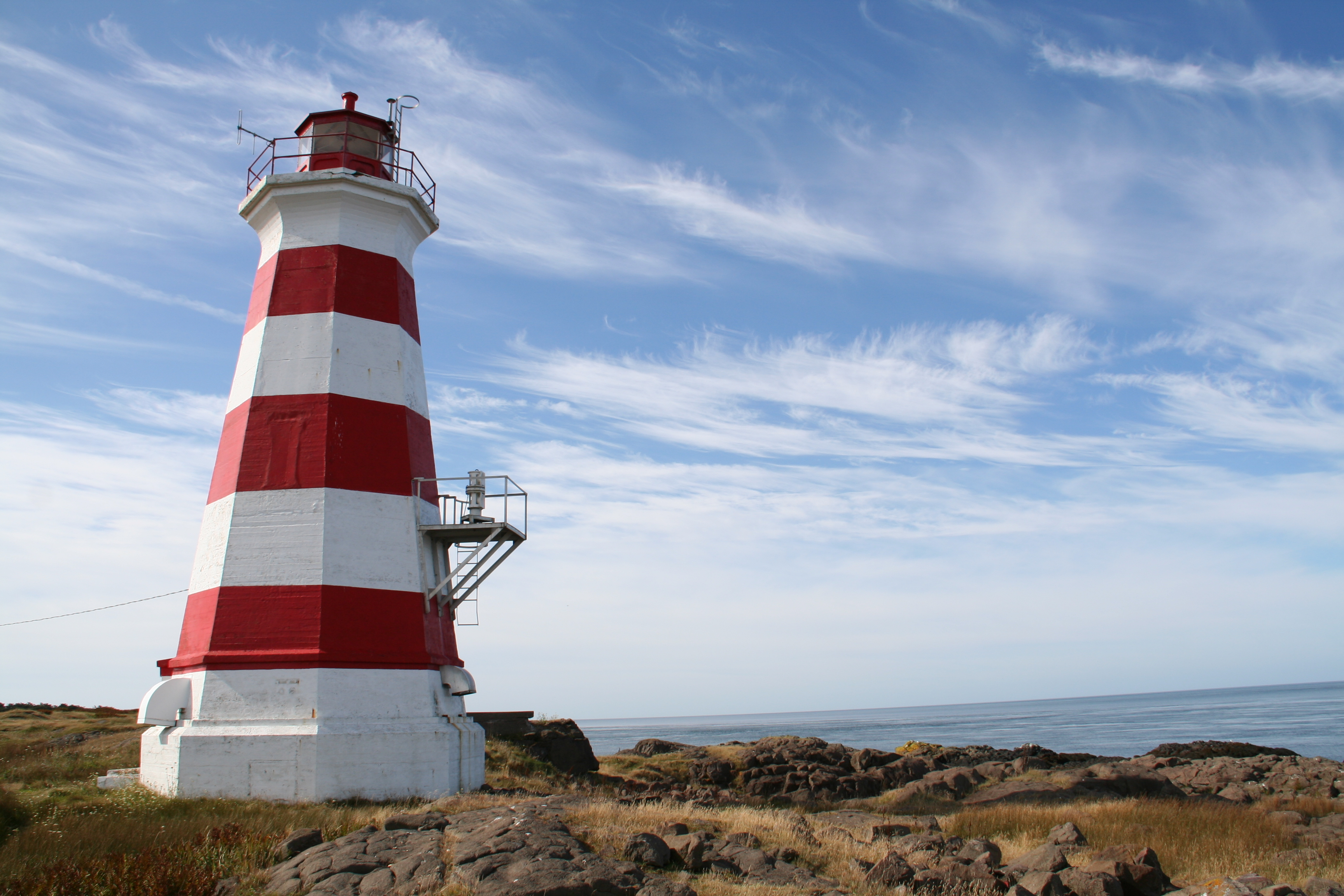
Brier Island Leuchtturm

Nova Scotia ist die östlichste Provinz von Kanada und befindet sich direkt am Atlantik. Die Hauptstadt der Provinz ist Halifax. In Halifax und der Metropolregion leben ca. 412.273 Einwohner. Die zweitgrößte Stadt ist Cape Breton Regional Municipality mit rund 102.250 Einwohnern. Das Klima wird stark durch den Atlantischen Ozean sowie dem Golfstrom beeinflusst. In der Regel fällt in den Wintermonaten kein Schnee, außer am nördlichsten Ende der Provinz um die Kap-Breton-Inseln. Während des Frühjahrs und im Herbst liegen die Temperaturen etwa bei relativ angenehmen 15 bis 18 °C. Im Herbst beginnt der Indian Summer, der die Landschaft in einen einzigartigen Farbrausch verwandelt. Meistens beginnt diese Jahreszeit in der zweiten oder dritten Septemberwoche und dauert bis ungefähr Ende Oktober.

### Sehenswürdigkeiten in Halifax (Auswahl)
- Citadel Clock Tower (Uhrturm von Halifax, Wahrzeichen der Stadt aus dem Jahre 1803)
- Halifax City Hall (Rathaus Halifax, Historisches Gebäude wurde zwischen 1887 und 1890 errichtet)
- Halifax Metro Centre (Mehrzweckhalle für diverse Veranstaltungen)
- St. Paul’s Church (Halifax) (älteste protestantische Kirche Kanadas)
- Point Pleasant Park (75 Hektar großer Park an der Südspitze der Halbinsel)
- Pier 21 (Museum und historische Stätte)
- Maritime Museum of the Atlantic (mit 30.000 Ausstellungsstücken)

Feierlichkeiten und Veranstaltungen in Halifax (kleiner Auszug):
- Atlantic Fringe Festival
- Atlantic Film Festival
- Celtic Colours
- Canada Day
- Deep Roots Music Festival

### Sehenswürdigkeiten in der Provinz (Auswahl)
- NovaShores Adventures
- Ironworks Distillery
- Mariner Cruises
- Wolfville Walking Tours

## Québec

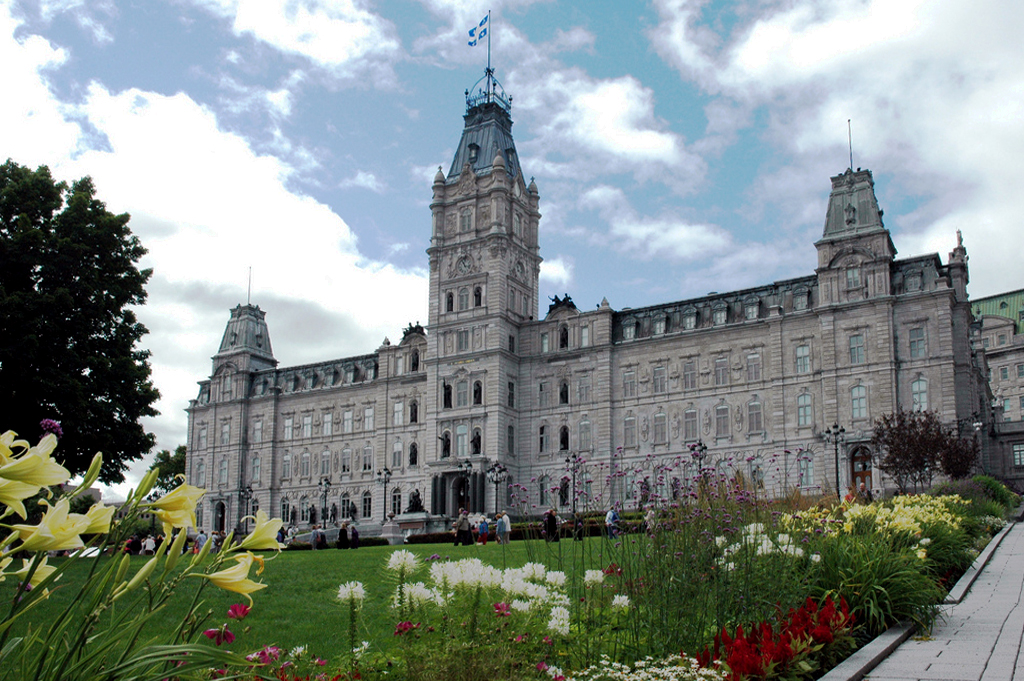
City Hall of Quebec City

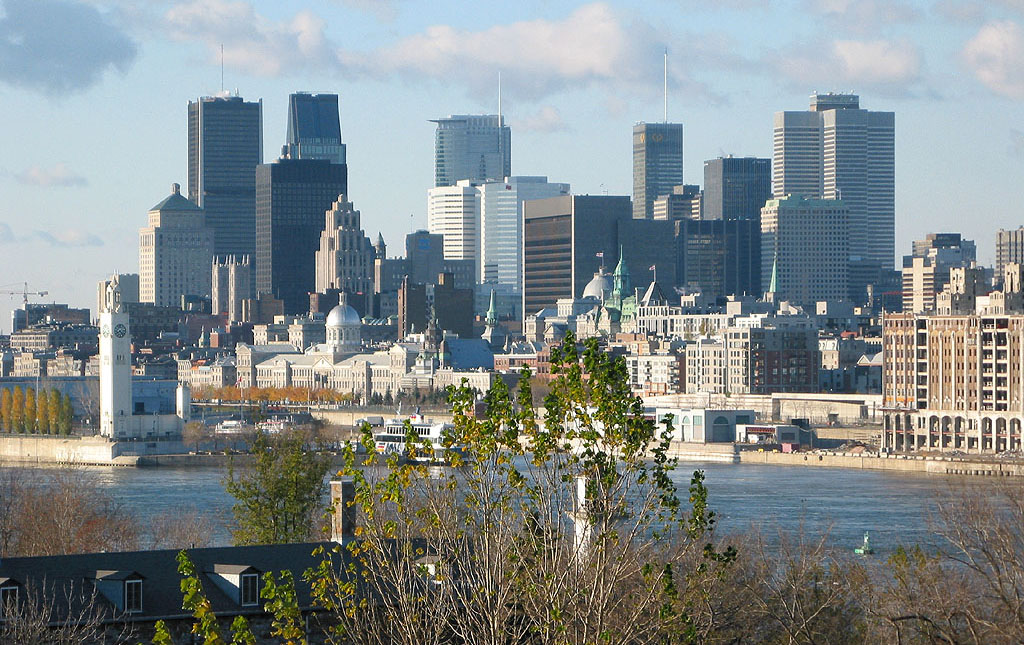
Skyline of Montreal

Québec unterscheidet sich von den anderen kanadischen Provinzen vor allem in der Sprache. Quebec ist die einzige Provinz in Kanada, die Französisch als erste Amtssprache führt, gefolgt von Englisch als Zweitsprache. Die Hauptstadt der Provinz ist Québec mit über 510.000 Einwohnern und über 760.000 in der Metropolregion. Die Stadt ist auch zugleich die Hauptstadt der Provinz. Sie verfügt über mehrere Sehenswürdigkeiten, die sogar von der UNESCO als Weltkulturerbe gelten. Die größte Stadt der Provinz ist jedoch Montreal mit über 1,5 Millionen Einwohnern.

### Sehenswürdigkeiten in Québec City (Auswahl)
- Musée national des beaux-arts du Québec
- Musée de la civilisation
- Musée de l’Amérique francophone
- Espace Félix Leclerc
- Musée naval de Québec
- Choco-Musée Erico
- Musée des Ursulines de Québec
- Musée du Royal 22e Régiment/La Citadelle de Québec
- Musée de l’Abeille
- Plains of Abraham Exhibition Center
- Parc Aquarium du Québec

### Sehenswürdigkeiten in Montreal (Auswahl)
- Olympic Stadium
- Juste pour rire
- Old Montreal
- Festival International de Jazz de Montréal
- Opéra de Montréal
- Montreal Museum of Fine Arts
- McCord Museum
- Crescent Street
- St. Lawrence Boulevard
- Canadian Grand Prix
- Canadian Centre for Architecture

## Saskatchewan
Saskatchewan ist die zentrale der kanadischen Prärieprovinzen und grenzt im Westen an Alberta, im Osten an Manitoba, im Norden an die Nordwest-Territorien und im Süden an die USA. In der Provinz leben auf einer Fläche von 651.036 km2 ca. eine Million Einwohner. Saskatchewans Hauptstadt ist Regina mit einer Einwohnerzahl von 179.246 in der Stadt bzw. 206.700 in der Metropolregion. Die größte Stadt ist jedoch Saskatoon mit rund 202.340 Einwohnern. In der Provinz befinden sich mehrere Nationalparks, darunter der Grasslands-Nationalpark und der Prince-Albert-Nationalpark.

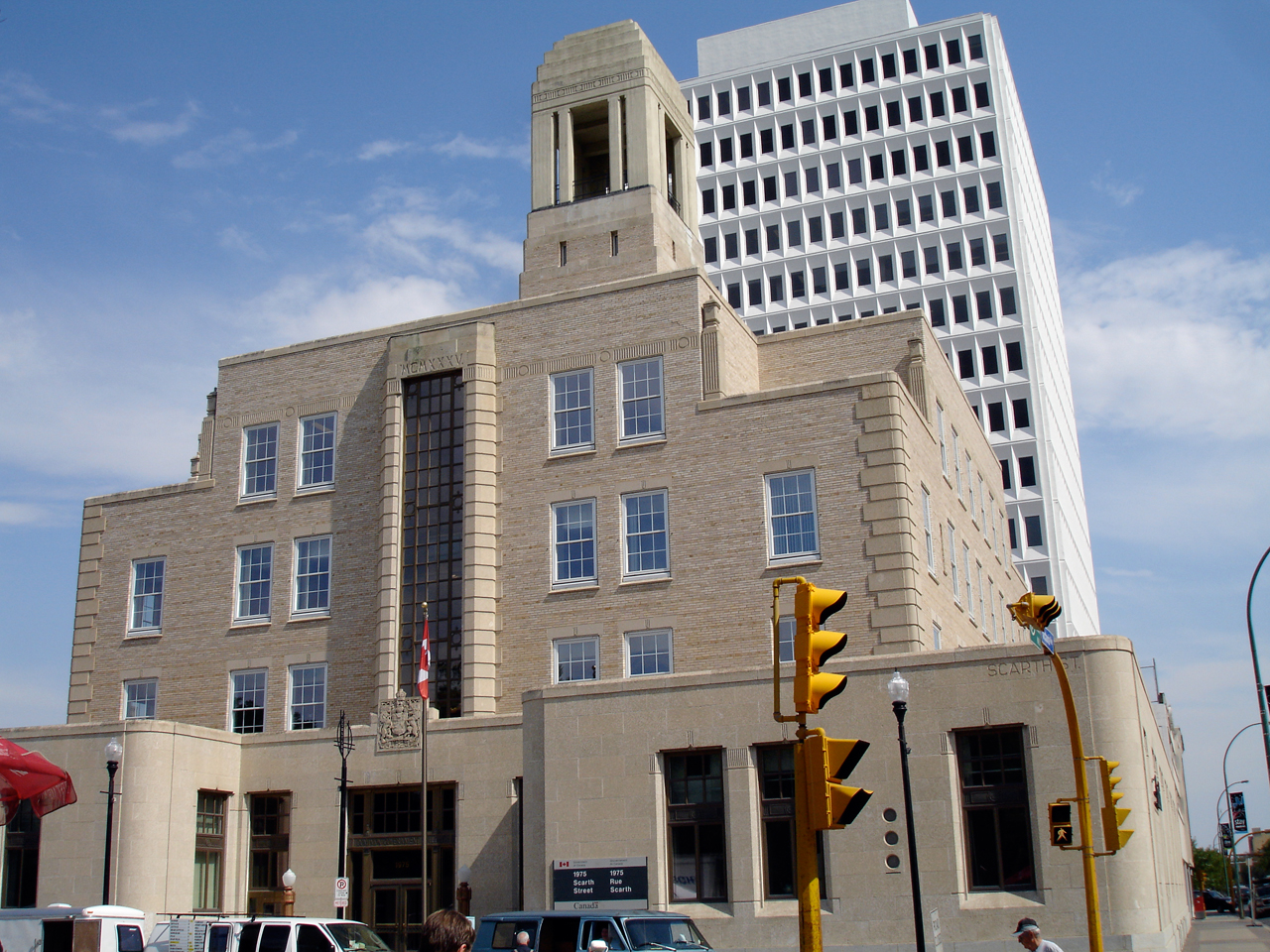
Das Federal Building in Regina

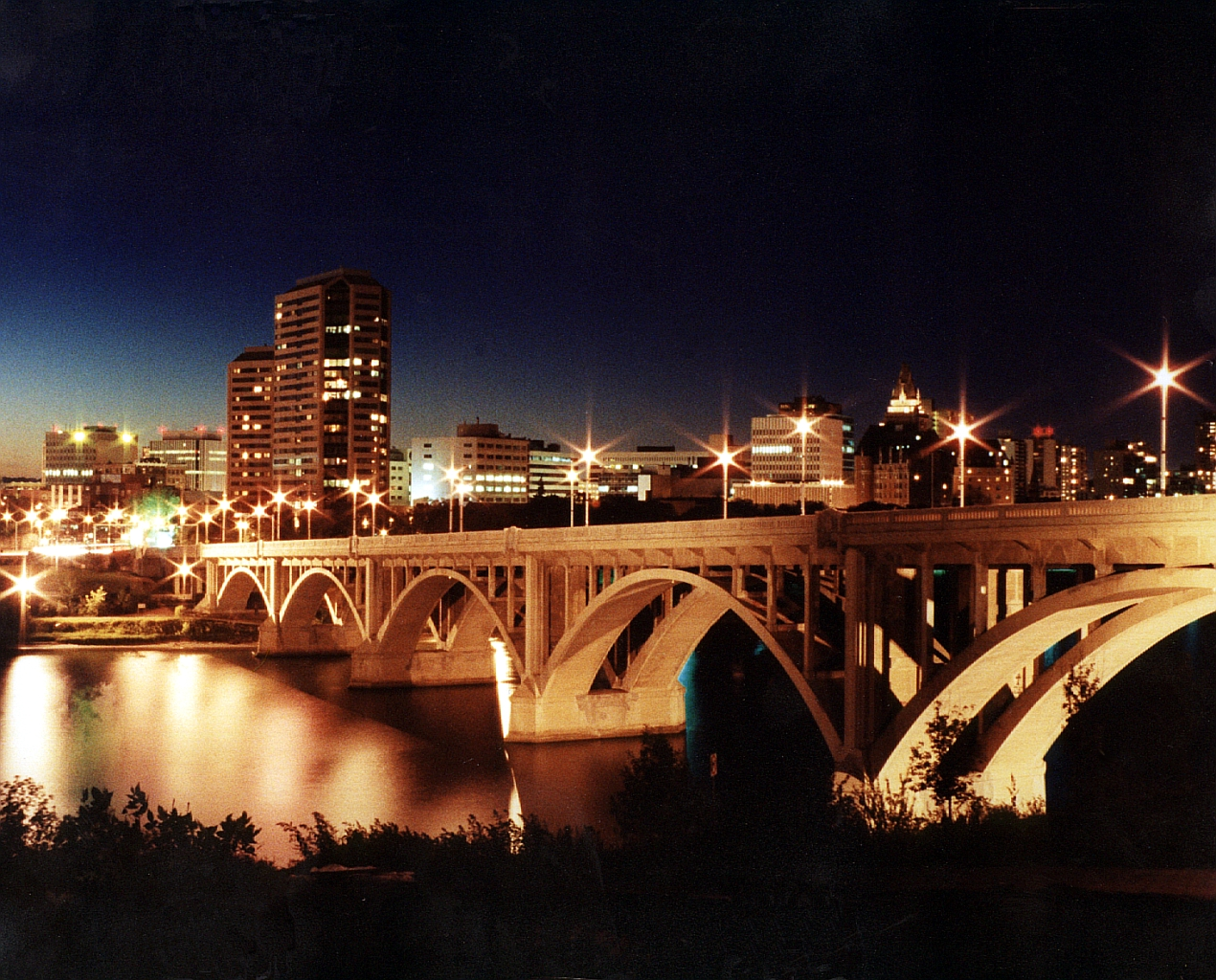
Skyline von Saskatoon

### Sehenswürdigkeiten in Regina (Auswahl)
- United Church of Canada
- Regina Saskatchewan Temple
- Casino Regina
- Globe Theatre, Regina
- Qu’Appelle River

Feierlichkeiten und Veranstaltungen in Regina (kleiner Auszug):
- Regina Folk Festival
- KonaFest
- SaskPower Regina Dragon Boat Festival
- Queen City Marathon
- Regina Highland Games

### Sehenswürdigkeiten in Saskatoon (Auswahl)
- Broadway Theatre
- Wanuskewin Heritage Park
- Wilson’s Entertainment Park
- Saskatoon Forestry Farm Park & Zoo

Feierlichkeiten und Veranstaltungen in Saskatoon (kleiner Auszug):
- SaskTel Saskatchewan Jazz Festival
- Broadway Art Fest
- Saskatoon Dragon Boat Festival
- Saskatoon Reggae & World Music Festival
- Saskatoon Folkfest
- PotashCorp Fireworks Festival

### Tourismusagenturen der Provinzen
- Travel Alberta (AB)
- Tourism British Columbia (BC)
- Travel Manitoba (MB)
- Travel Canada’s Northwest Territories
- Nunavut Tourism
- Tourism Nova Scotia
- Ontario Tourism (ON)
- Quebec Tourism Guide (QC)
- Tourism Yukon (YT)

### Regionale Tourismuszentren
- Tourism Vancouver (BC)
- Tourism Victoria (BC)
- Banff Lake Louise Tourism (AB)
- Edmonton Tourism (AB)
- Tourism Calgary (AB)
- Destination Winnipeg (MB)
- Tourism Toronto (ON)
- Tourism Montreal (QC)
- Annapolis Valley Tourism (NS)